# Pontiac Catalina
Der Pontiac Catalina war ein von dem US-amerikanischen Automobilhersteller General Motors unter der Automobilmarke Pontiac gebautes Modell der oberen Mittelklasse, welches auf dem amerikanischen Markt der Full-Size-Klasse zugeordnet wird und das von 1959 bis 1981 angeboten wurde.
Der Name „Catalina“ wurde erstmals 1949 für den Chieftain Series 25/27 Hardtop verwendet, Pontiacs damaliges Top-Ausstattungspaket, und später, 1954, für den Star Chief, Pontiacs Pendant zum Chevrolet Bel Air. Ursprünglich als „Hardtop-Coupés“ bezeichnet, boten diese Fahrzeuge ein säulenloses Design im Tür- und Fensterbereich, zusammen mit der hochwertigen Cabrio-Ausstattung. Der Vorteil dieses Designs mit festem Dach war das sportliche, luftige Gefühl ohne die Kosten und Nachteile, die normalerweise mit Cabriolets hinsichtlich Steifigkeit verbunden sind. Mit Ausnahme des 1958er Bonneville wurden alle Pontiac Hardtops von 1950 bis 1958 als „Catalinas“ bezeichnet.
Ab Modelljahr 1959 stellte der Catalina das preiswerteste „Full-Size“-Modell von Pontiac dar. Darüber rangierten mehrere teurere Baureihen unter wechselnden Namen: Star Chief (1959–1966), Ventura (1960), Executive (1967–1970), Catalina Brougham (1971–1972), Bonneville (durchgängig) und Grand Ville (1971–1975), teils auf längerem Radstand. Der nur in den Modelljahren 1965–1967 angebotene Catalina 2+2 war eine leistungsgesteigerte Variante des normalen Catalina.

## Modellgeschichte

### Catalina (Serie 21, 1959–1960)
1959 benannte Pontiac das bisherige Einstiegsmodell Chieftain in Catalina um. Der Catalina war zwar der preisgünstigste Pontiac der Full-Size-Klasse, lag aber auf Grund der sich überschneidenden Preisstruktur von GM preislich und in der Ausstattung unter dem Chevrolet Impala, nur eine Stufe unter dem Buick LeSabre und dem Oldsmobile 88, aber preislich etwa 100 bis 200 USD weniger mit denen er sich die GM B-Plattform teilte. Catalinas waren außerdem serienmäßig besser ausgestattet als die Chevrolet-Modelle und verfügten über einen größeren und leistungsfähigeren V8-Motor mit 6,4 Liter Hubraum (389 Kubikzoll), im Vergleich zu den Sechszylindern oder den V8-Motoren von Chevrolet. Pontiacs profitierten auch von dem viel besseren Viergang-Hydra-Matic Automatikgetriebe als ihre Chevrolet-Pendants mit der Zweigang-Powerglide.
Obwohl der Catalina in der Grundausstattung mit einer Vollgummimatte ausgestattet war, konnte er mit Teppichboden, Handschuhfach- und Kofferraumbeleuchtung bestellt werden; zwei Aschenbecher vorne, Zigarettenanzünder, Becherhalter in der Klappe des Handschuhfachs waren Standard, Heizung/Entfroster und eine Auswahl an Stoff- und Morrokide-Vinylpolstern oder erweitertem Morrokide (Vollvinyl-Ausstattung) gab es optional. Pontiac-Käufer konnten für ein paar Dollar mehr sogar noch weitere Ausstattungsmerkmale hinzufügen, indem sie die „Dekor-Gruppe“ bestellten, die vollständige Radabdeckungen, ein Deluxe-Lenkrad, verchromte Pedalverkleidungen und mehr enthielt.
Der Wagen erhielt eine völlig neue Karosserie. Die nebeneinander angeordneten Doppelscheinwerfer saßen nun in einem zweiteiligen Kühlergrill, der zwischen den gegeneinander gerichteten hufeisenförmigen Begrenzungen einen lackierten Mittelsteg trug. Die Heckflossen waren wie Flügel an den Seiten ausgestellt. Die eleganten Wagen waren als zwei- oder viertürige Limousine, zwei- oder viertüriges Hardtop-Modell (letzteres unter der Zusatzbezeichnung Vista), zweitüriges Cabriolet und fünftüriger Kombi (mit der Zusatzbezeichnung Safari) mit sechs oder neun Sitzen erhältlich. Der Einstieg begann bei 2633 USD für die 2-türige Sport Sedan genannte Limousine und endete beim 9-sitzigen Kombi für 3209 USD. Es wurde insgesamt 231.561 Catalinas hergestellt.
Angetrieben wurden die Fahrzeuge von einem obengesteuerten V8-Motor mit 90° Zylinder-Bankwinkel und 6375 cm3 (389 in3) Hubraum, der bei 4200 min−1 mit einer 8,6 : 1 Verdichtung 245 brutto SAE-PS (180 kW) leistete. Auf Wunsch gab es eine leistungsgesteigerte Variante mit 280 brutto SAE-PS (206 kW) bei 4400 min−1.

1960 wurde der Catalina leicht überarbeitet: Der zweiteilige, hufeisenförmige Grill wurde durch ein durchgehendes Exemplar mit waagerechten Chromstäben ersetzt. Die Motoren leisteten bei gleicher Größe 158 bis 208 kW (215 bis 283 brutto SAE-PS). Im letzten Jahr der ersten Serie wurden 210.934 Fahrzeuge produziert.

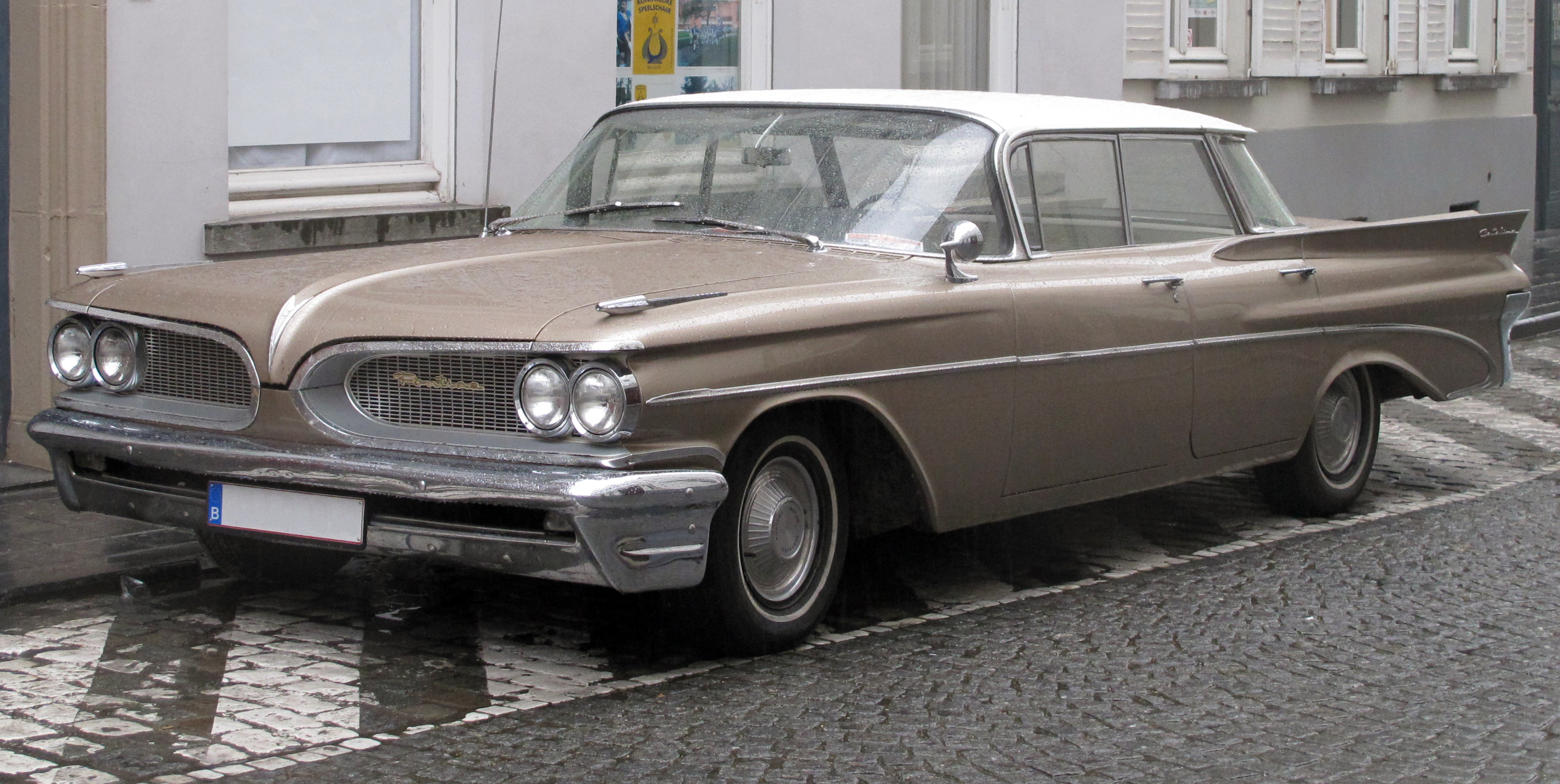
1959 Pontiac Catalina Vista Hardtop-Limousine
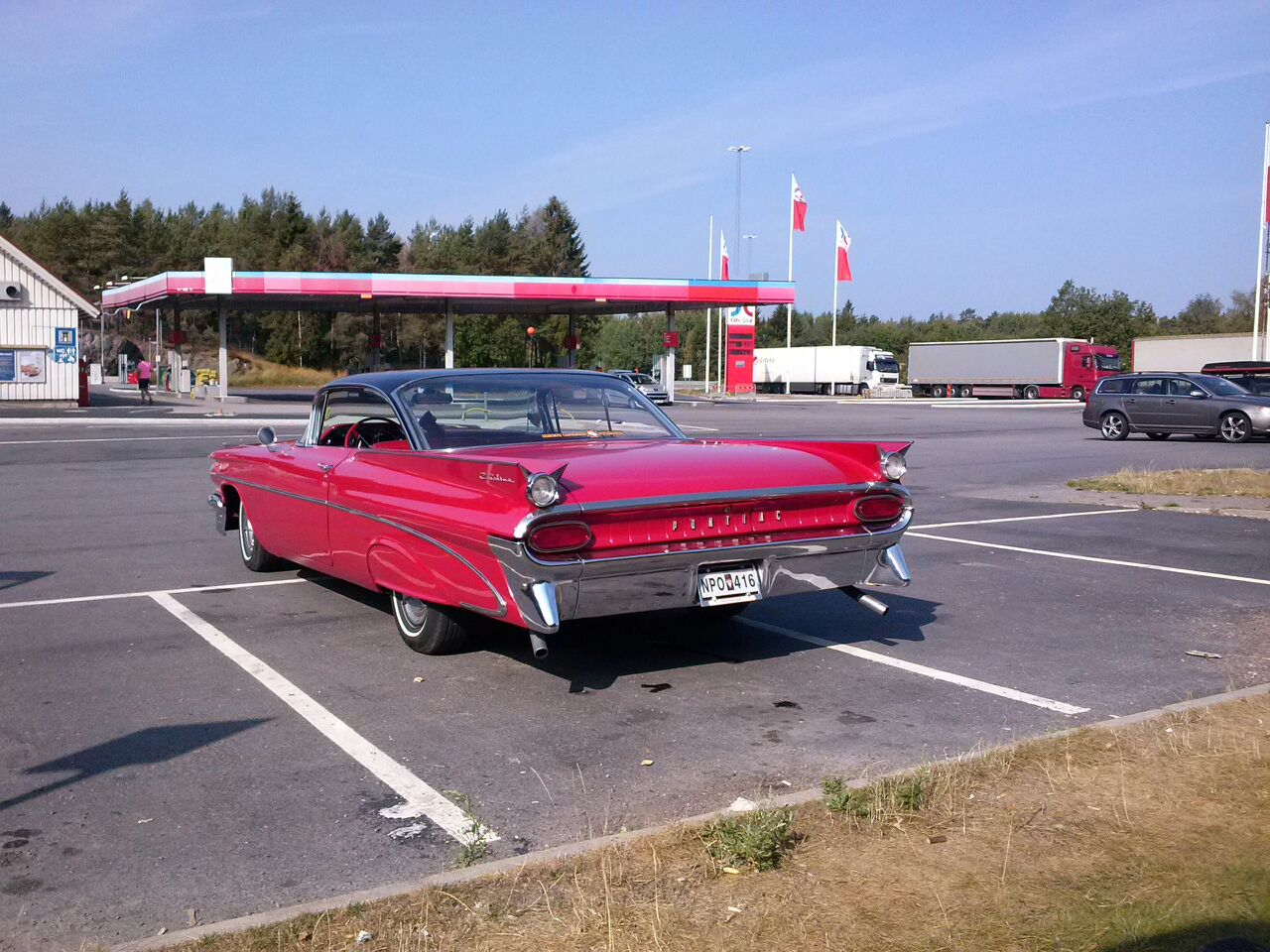
1959 Pontiac Catalina Hardtop
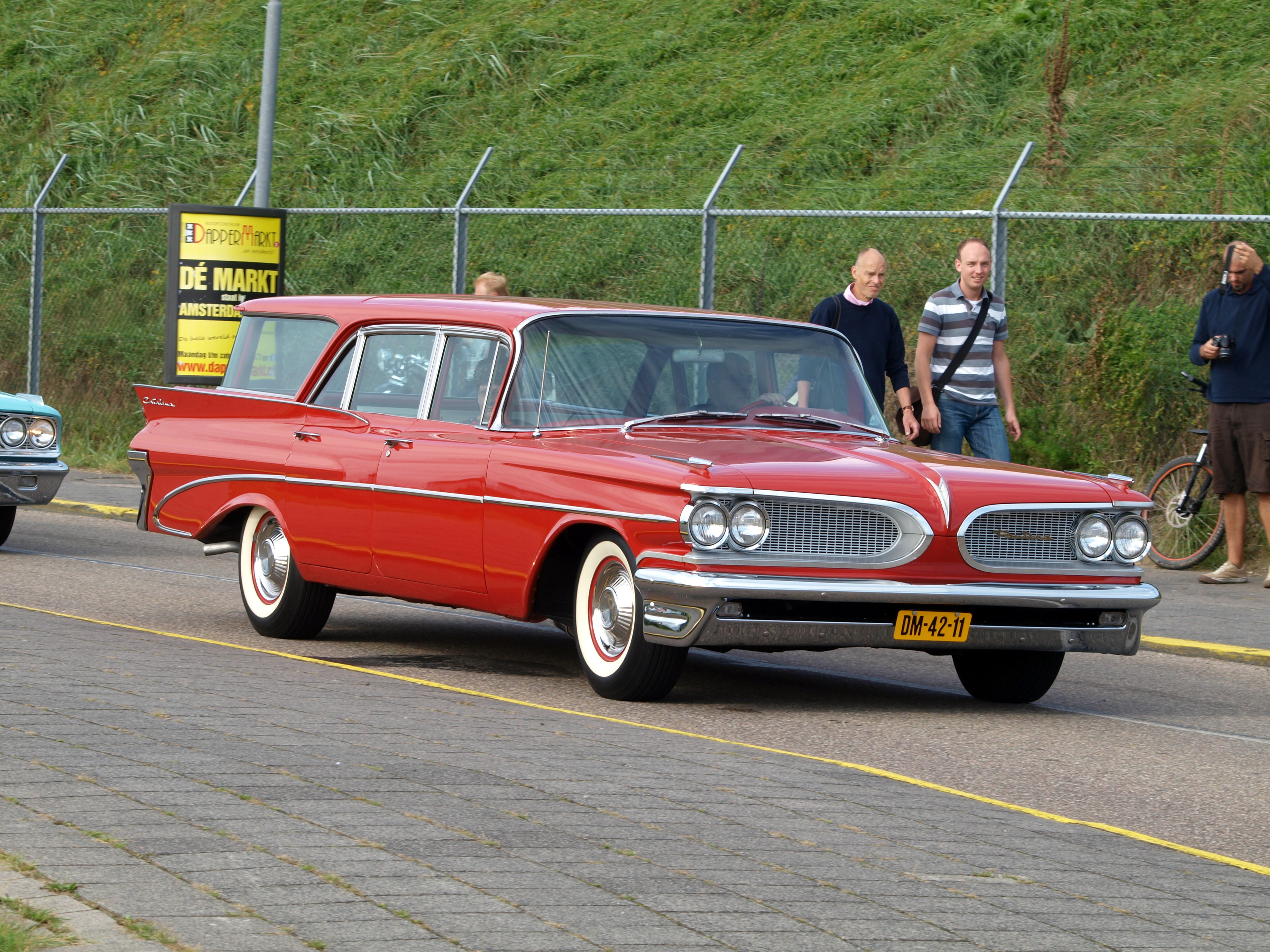
1959 Pontiac Catalina Kombi
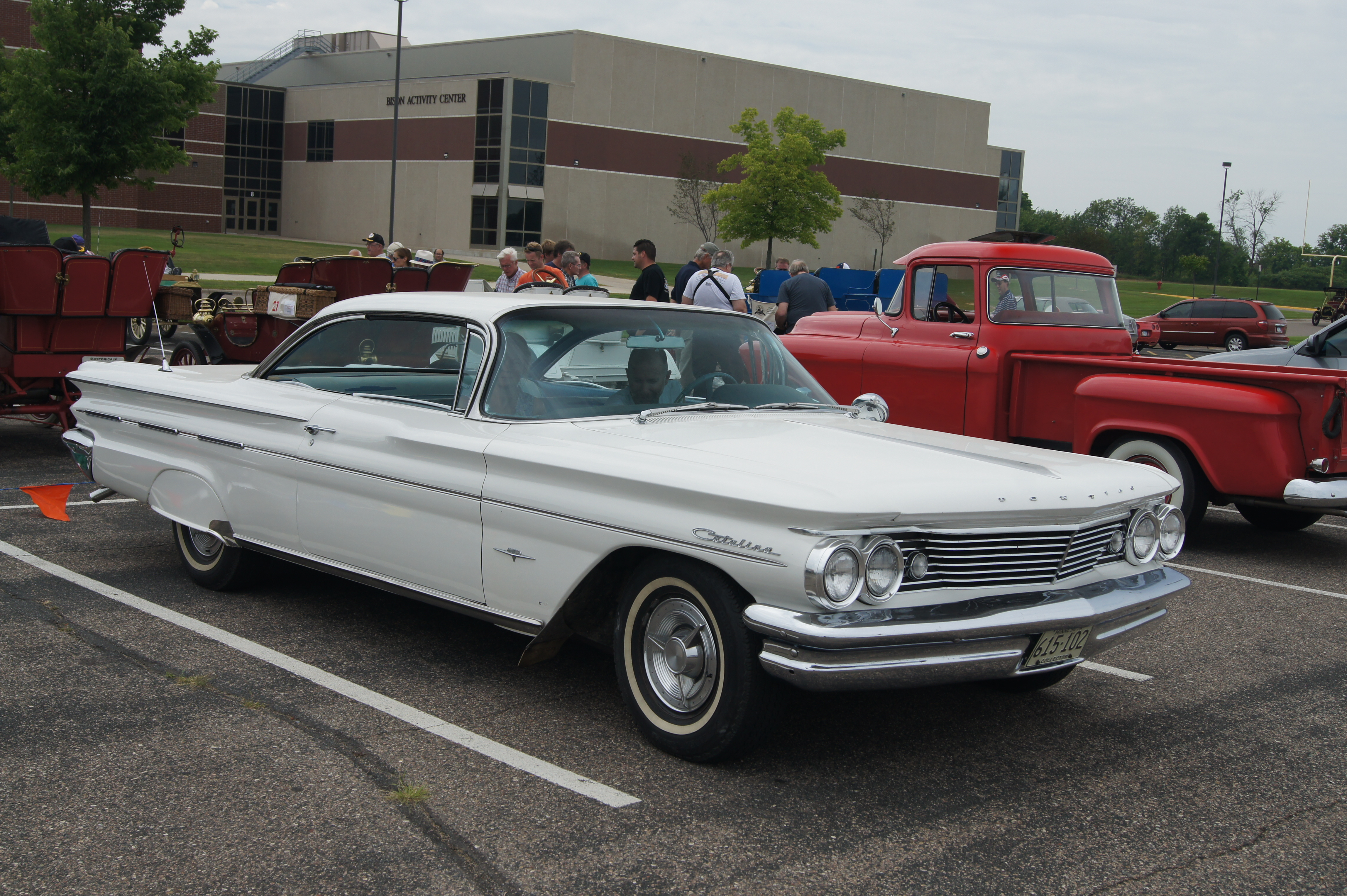
1960 Pontiac Catalina Coupé
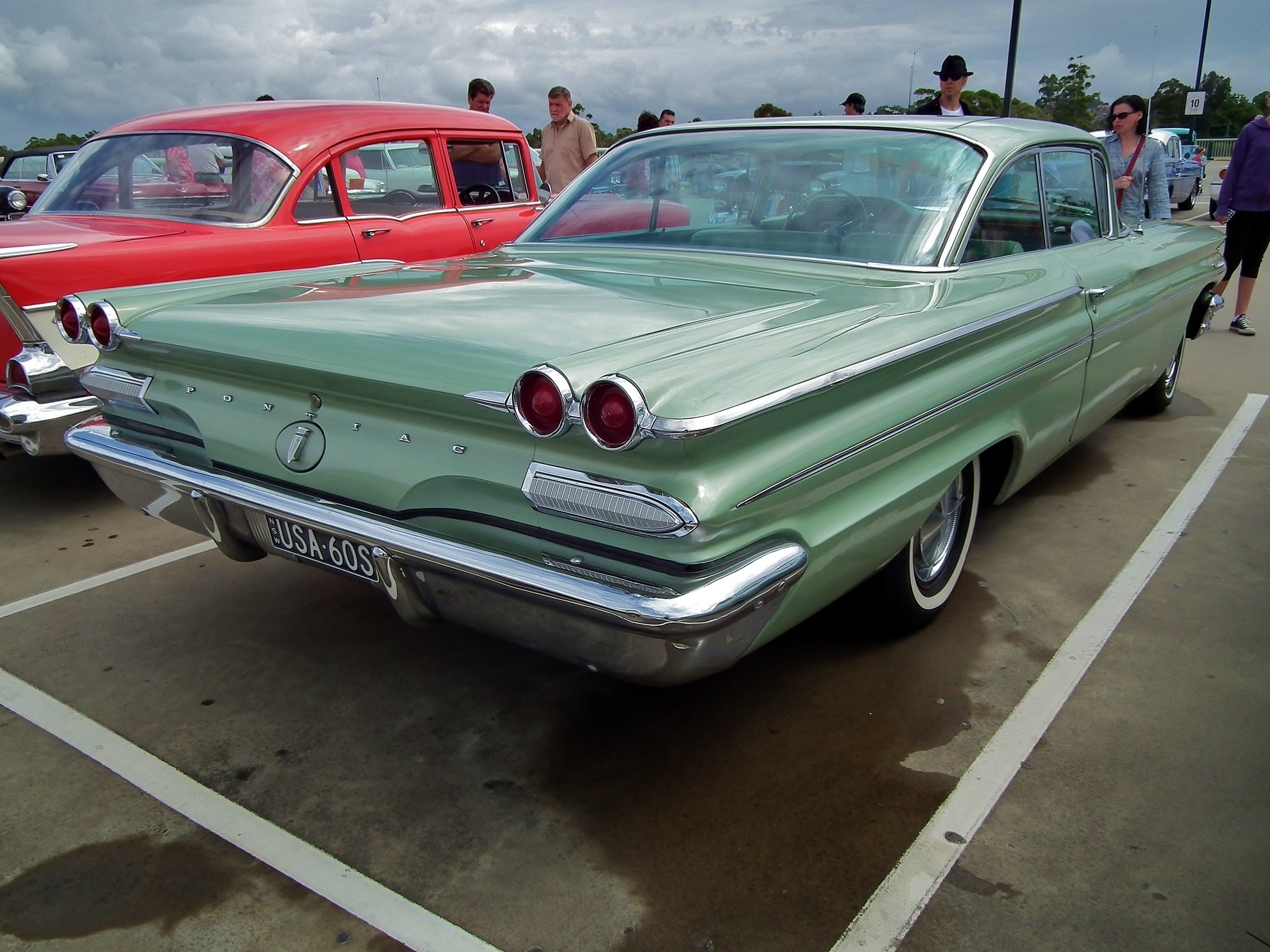
1960 Pontiac Catalina Coupé
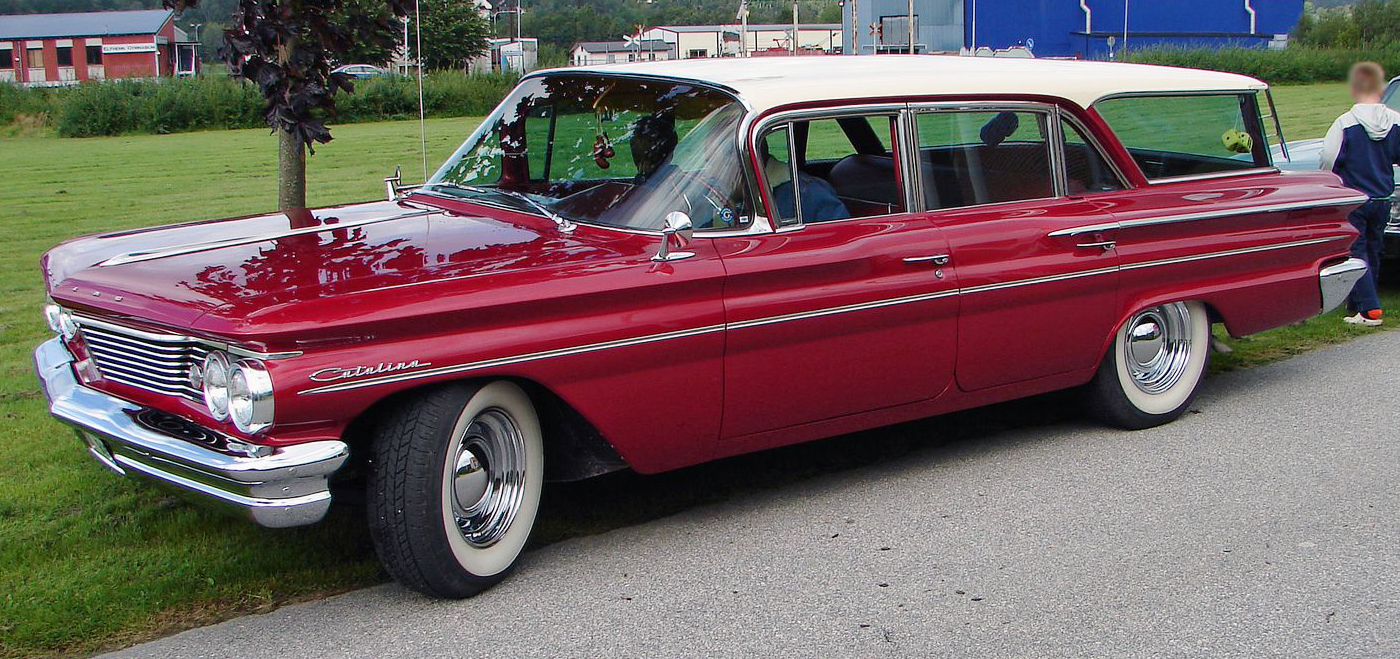
1960 Pontiac Catalina Kombi

### Catalina (Serie 23, 1961–1964)
1961 stand eine größere Modellpflege an. Mit einer kantigeren Karosserielinie, der Wiedereinführung des geteilten Kühlergrills, ähnlich dem 1959er Modelljahr, und einem völlig neuen Torque-Box-Rahmen mit Seitenschienen, der das seit 1958 verwendete „X“-Chassis ersetzte. Der neue Rahmen bot nicht nur einen besseren Seitenaufprallschutz als das „X“-Design, sondern verbessert auch das Platzangebot im Innenraum. Der markante, hervorstehende Kühlergrill tauchte Anfang der 1960er Jahre bei allen Pontiac-Modellen auf und war eine moderne Wiederbelebung eines ähnlichen Erscheinungsbildes der Pontiacs in den 1930er und frühen 1940er Jahren, wie es beim Pontiac Torpedo zu sehen war. Die umlaufenden Windschutzscheiben wurden zugunsten einer flacheren Verglasung fallen gelassen, um den Ein- und Ausstieg zum Vordersitz zu verbessern.
Die neue Karosserien waren etwas kleiner und leichter als die des Modells von 1960. Der Radstand wurde um rund 76 mm (3″) verringert, die Gesamtlänge um den gleichen Wert und auch die Breite sank um fast 50 mm (1960: 2032 mm). Die Wagen zeigten weichere Konturen und einen V-förmigen, lackierten Mittelsteg im Kühlergrill. Der neue kompaktere Pontiac Tempest bildet ab 1961 das Pontiac-Einstiegsmodell, so dass der Catalina eine Stufe höher rutschte. Deutlich erweitert wurde das Motorenangebot und die Leistungsvielfalt der V8-Motoren.
Folgende Leistungen waren verfügbar:
- V8  mit 6375 cm3 (389 in3) Hubraum
  - 215 brutto SAE-PS (158 kW) bei 3600 min−1, ein Registervergaser als Standardmotor
  - 230 brutto SAE-PS (169 kW) bei 4000 min−1, ein Registervergaser
  - 235 brutto SAE-PS (173 kW) bei 3600 min−1, ein Doppel-Registervergaser
  - 267 brutto SAE-PS (196 kW) bei 4200 min−1, ein Registervergaser
  - 287 brutto SAE-PS (211 kW) bei 4400 min−1, ein Doppel-Registervergaser
  - 318 brutto SAE-PS (234 kW) bei 4600 min−1, drei Registervergaser
  - 333 brutto SAE-PS (245 kW) bei 4800 min−1, ein Doppel-Registervergaser
  - 348 brutto SAE-PS (256 kW) bei 4800 min−1, drei Registervergaser
- V8 mit 6899 cm3 (421 in3) Hubraum und 405 brutto SAE-PS (298 kW) bei 5600 min−1, zwei Doppel-Registervergaser ausschließlich für die 2-türigen Catalinas und nicht für eine Straßenzulassung

Im Folgejahr wurde der Mittelsteg im Kühlergrill schmaler und trat pfeilförmig hervor. Das V8-Motorenangebot wurde erweitert um folgende Varianten:
- V8  mit 6375 cm3 Hubraum
  - 305 brutto SAE-PS (224 kW) bei 4600 min−1, ein Doppel-Registervergaser
  - 385 brutto SAE-PS (283 kW) bei 5200 min−1, ein Doppel-Registervergaser

Der 6,4-Liter mit 287 brutto SAE-PS (211 kW) entfiel.
1963 wurden die bisher nebeneinander angeordneten Doppelscheinwerfer übereinander angeordnet. Die Coupés, Cabriolets und Limousinen bekamen einen um rund 25 mm (1″) größeren Radstand. Die 6,4-Liter-Motoren mit 305, 318, 333, 348 und 385 brutto SAE-PS fielen weg. Dafür kamen ein neuer 6,4-Liter-Motor mit 313 brutto SAE-PS und fünf neue 6,9-Liter-Motoren mit 260 kW (353 brutto SAE-PS), 272 kW (370 brutto SAE-PS), 287 kW (390 brutto SAE-PS) und 301 kW (410 brutto SAE-PS).

1964 gab es wenig stilistische Änderungen. Lediglich die Heckflossen wurden kleiner. Die Motorenpalette wurde weiter bereinigt. Vier verschiedene 6,4 Liter lieferte 173 bis 243 kW (235 bis 330 brutto SAE-PS), drei 6,9-Liter-Motoren warteten mit 235 bis 272 kW (320 bis 370 brutto SAE-PS) auf.

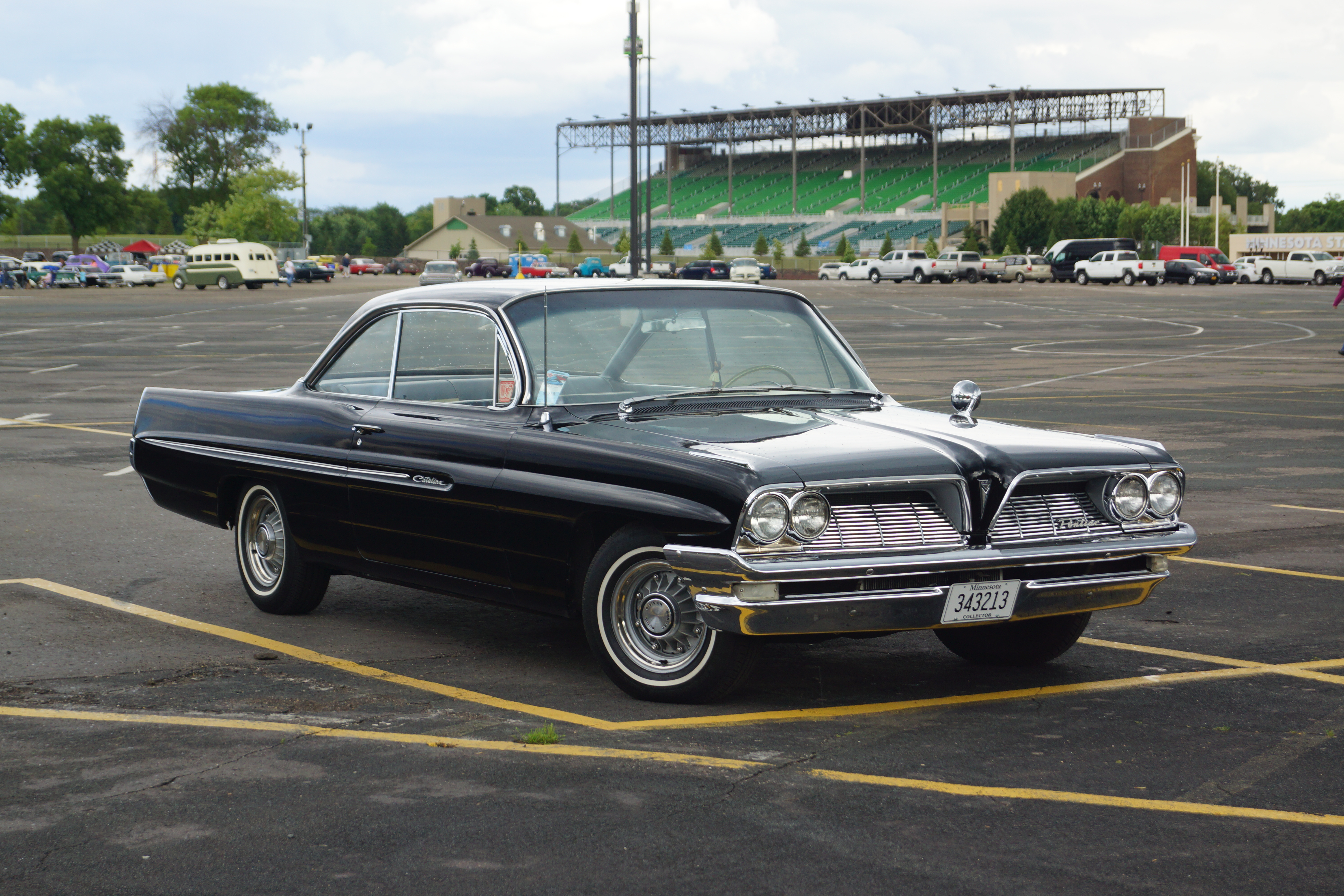
1961 Pontiac Catalina Hardtop
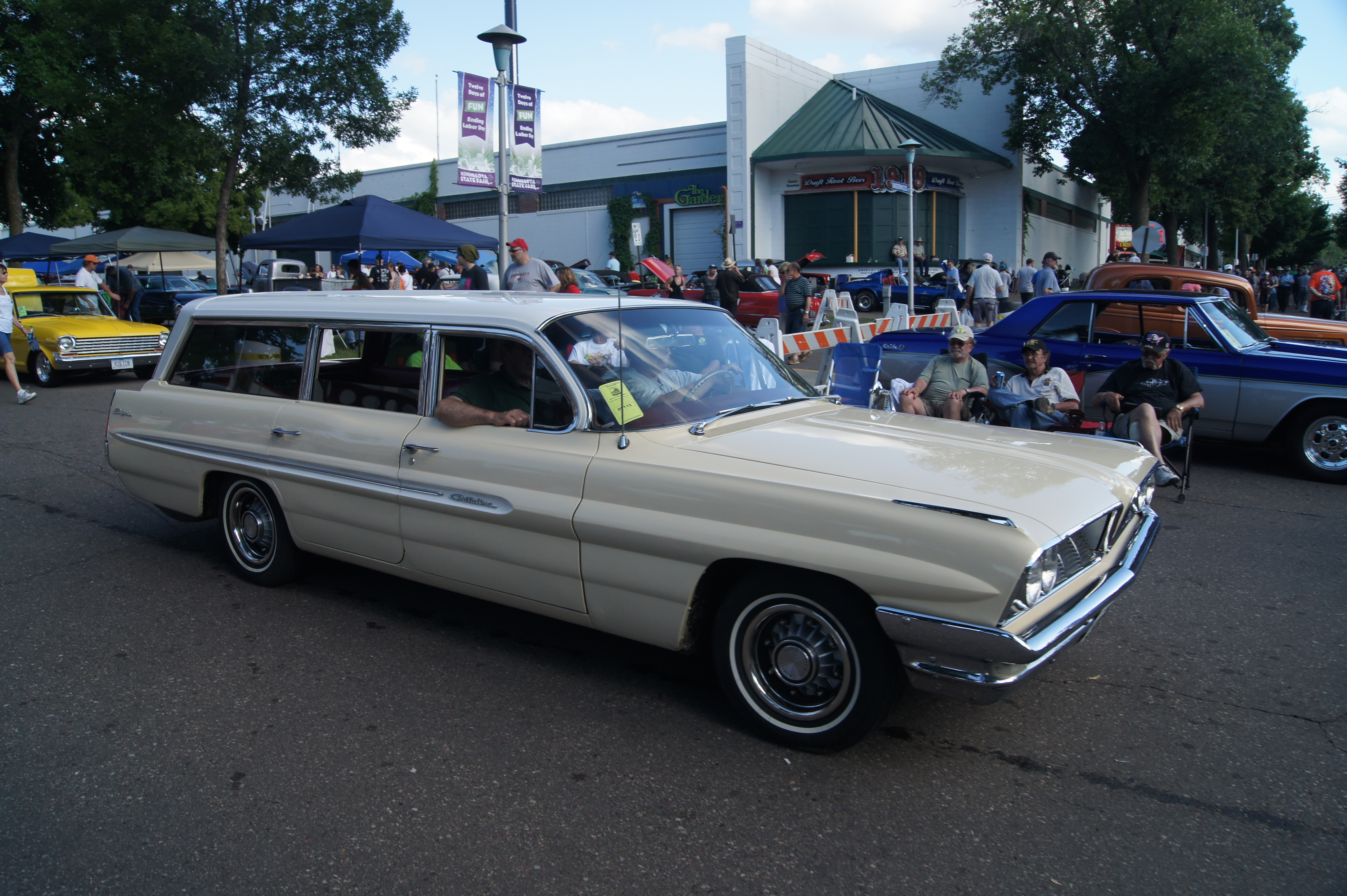
1961 Pontiac Catalina Safari Kombi
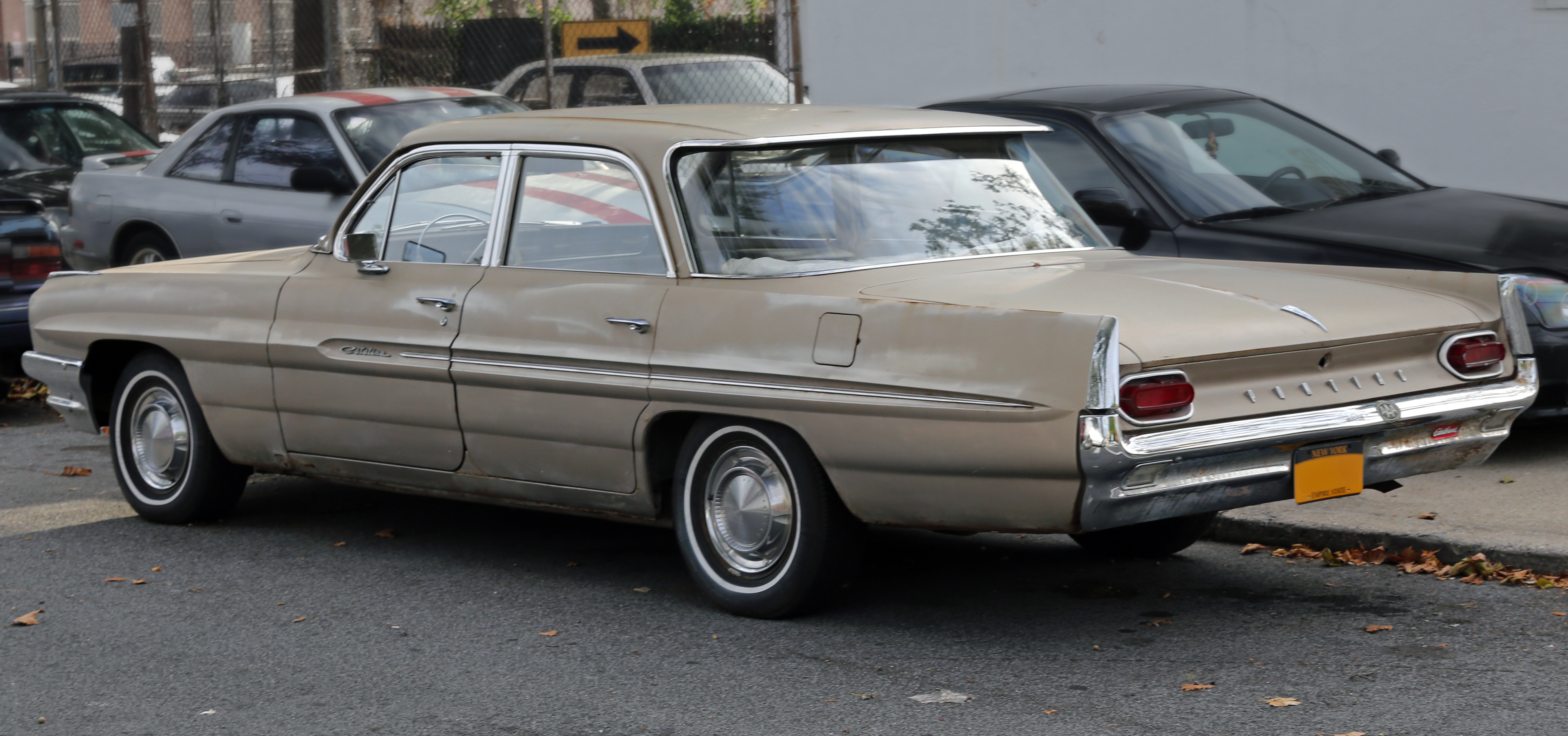
1961 Pontiac Catalina 4-türige Limousine
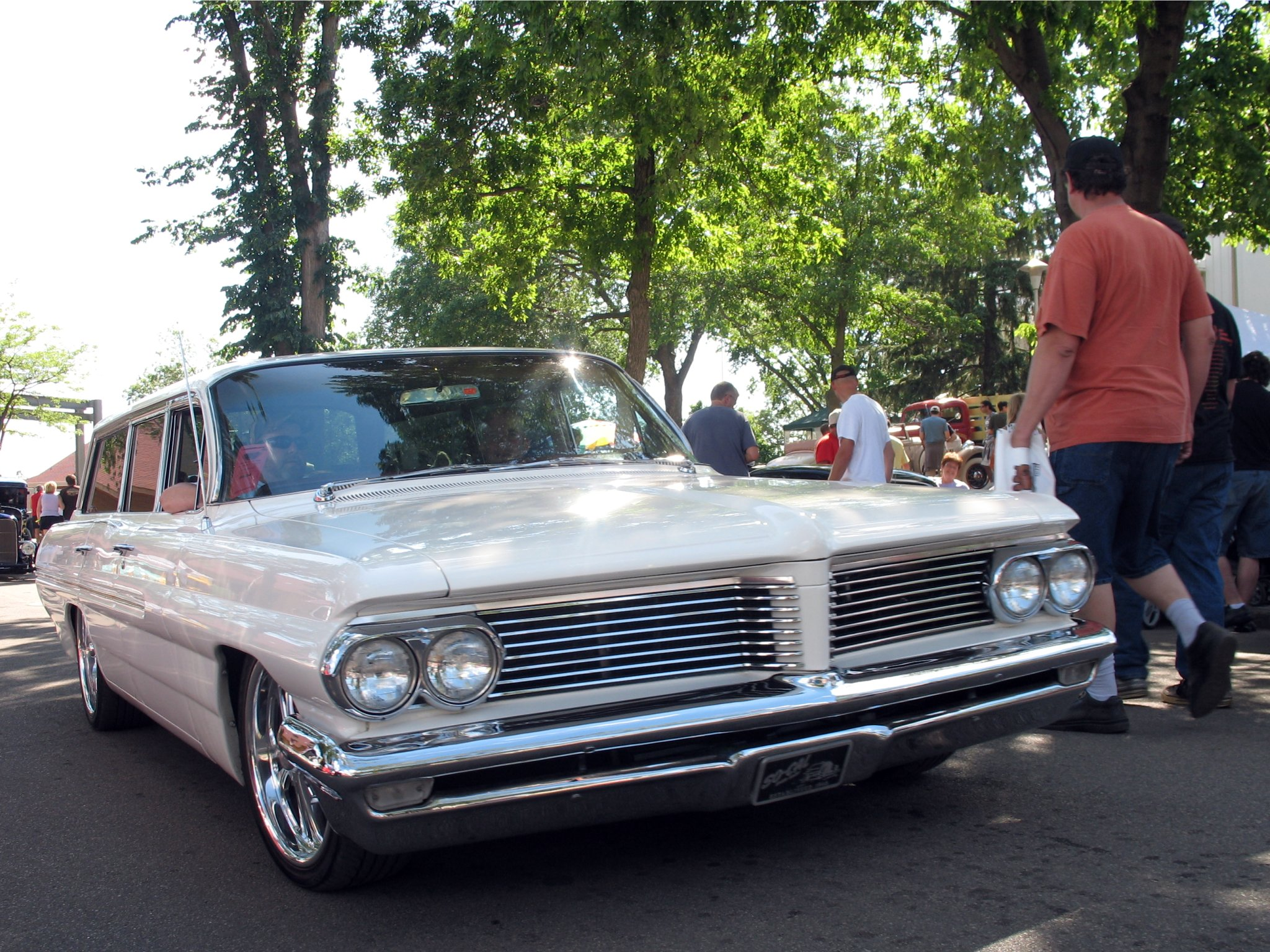
1962 Pontiac Catalina Kombi
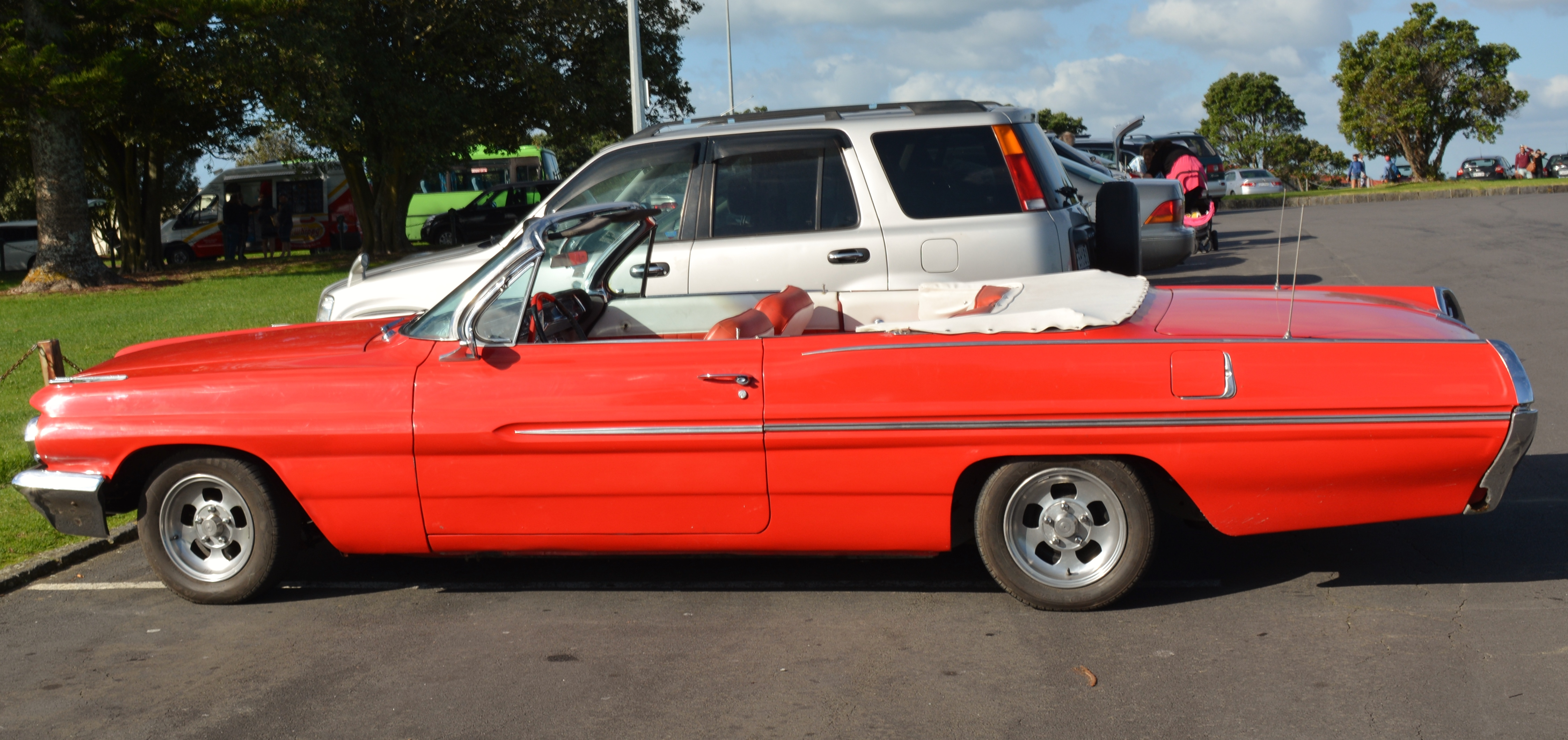
1962 Pontiac Catalina Cabriolet
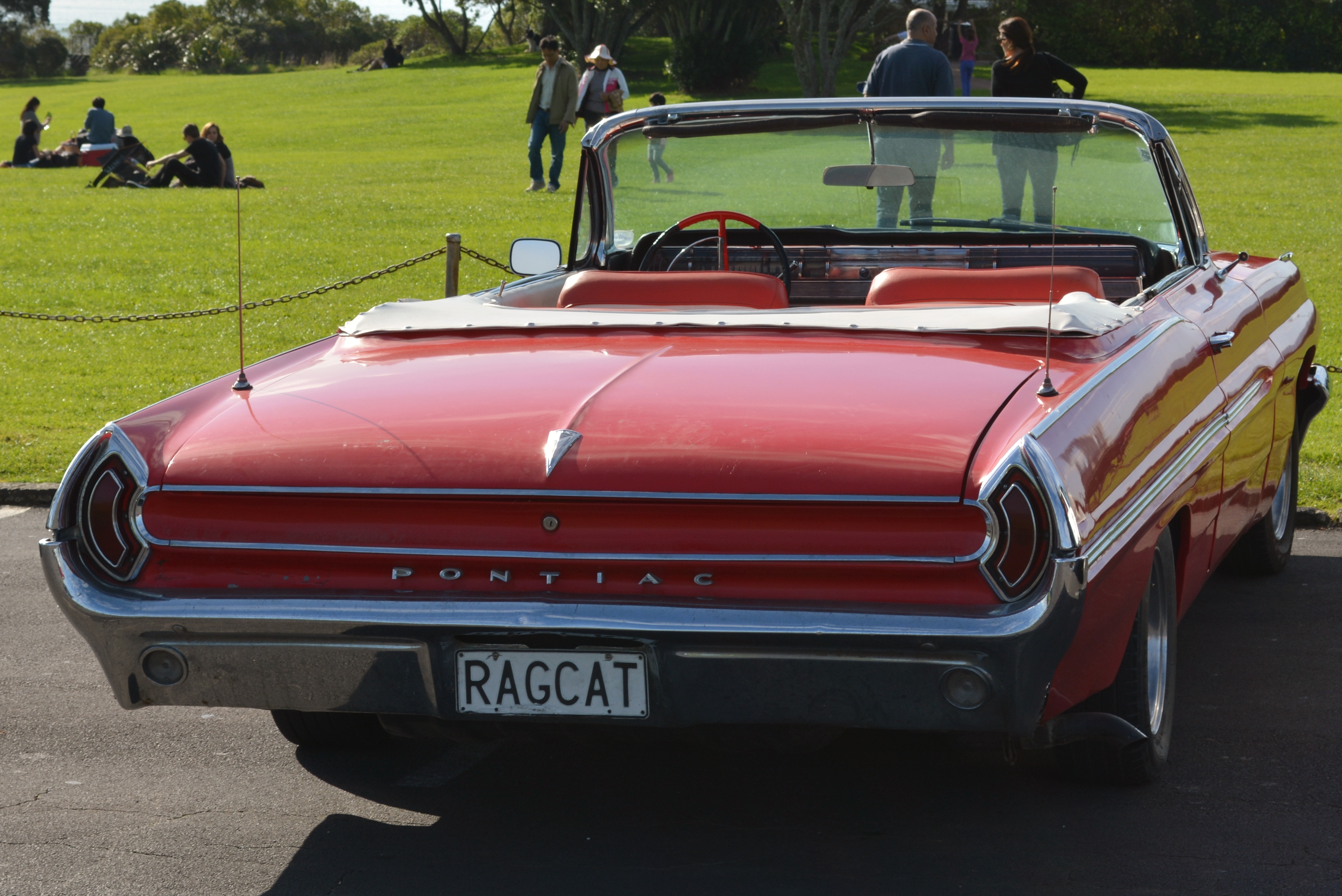
1962 Pontiac Catalina Cabriolet
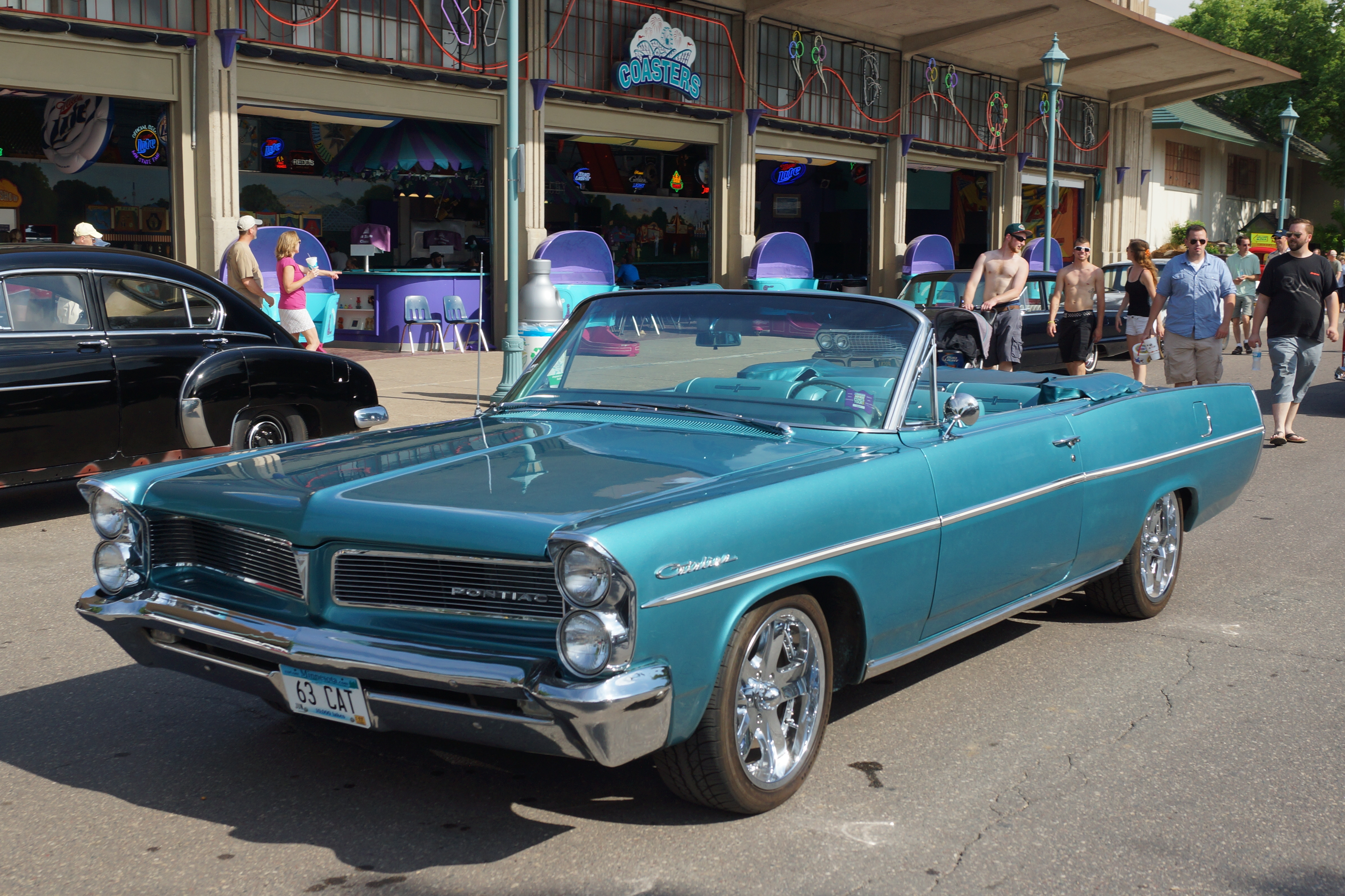
1963 Pontiac Catalina Cabriolet
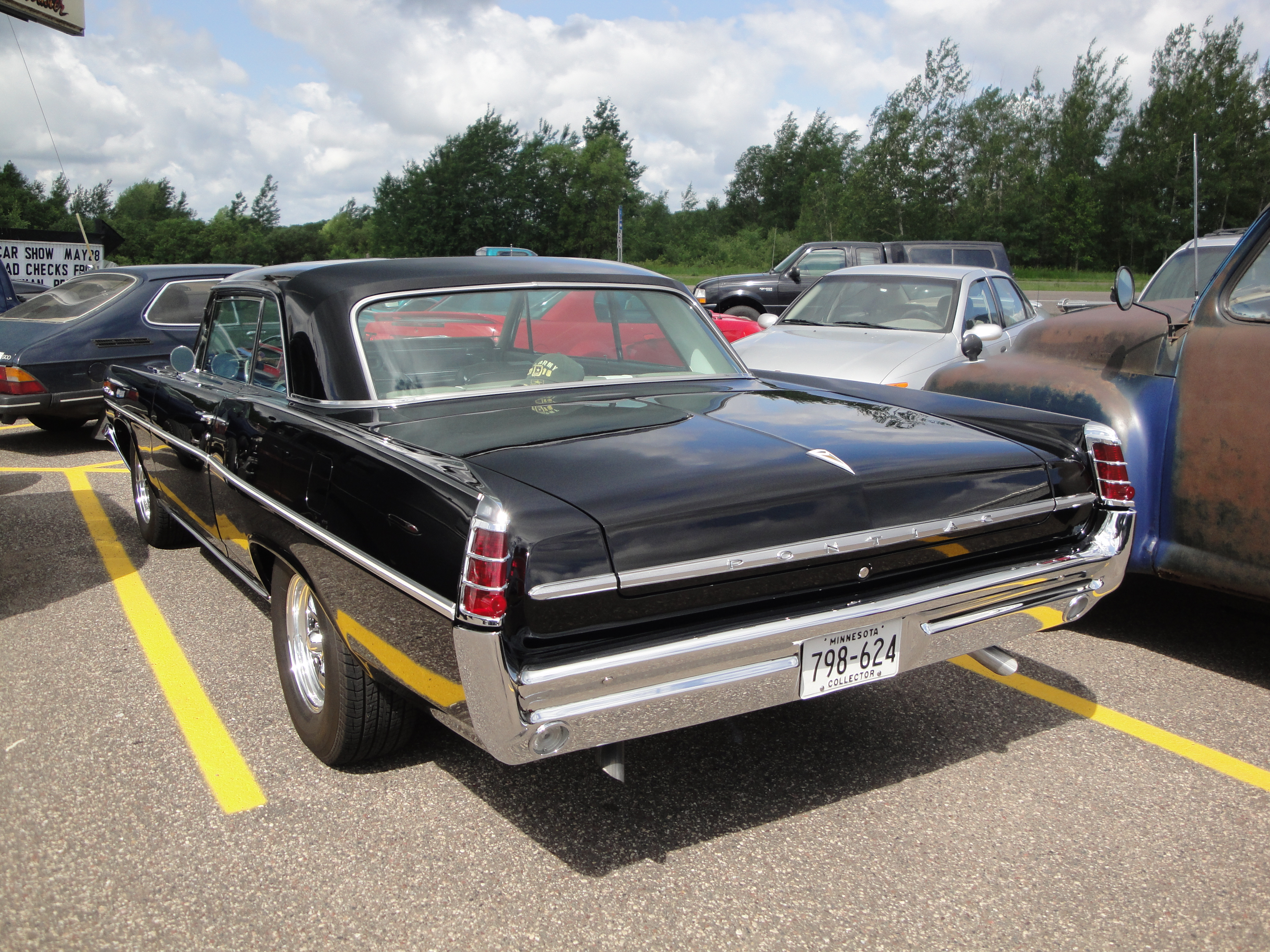
1963 Pontiac Catalina
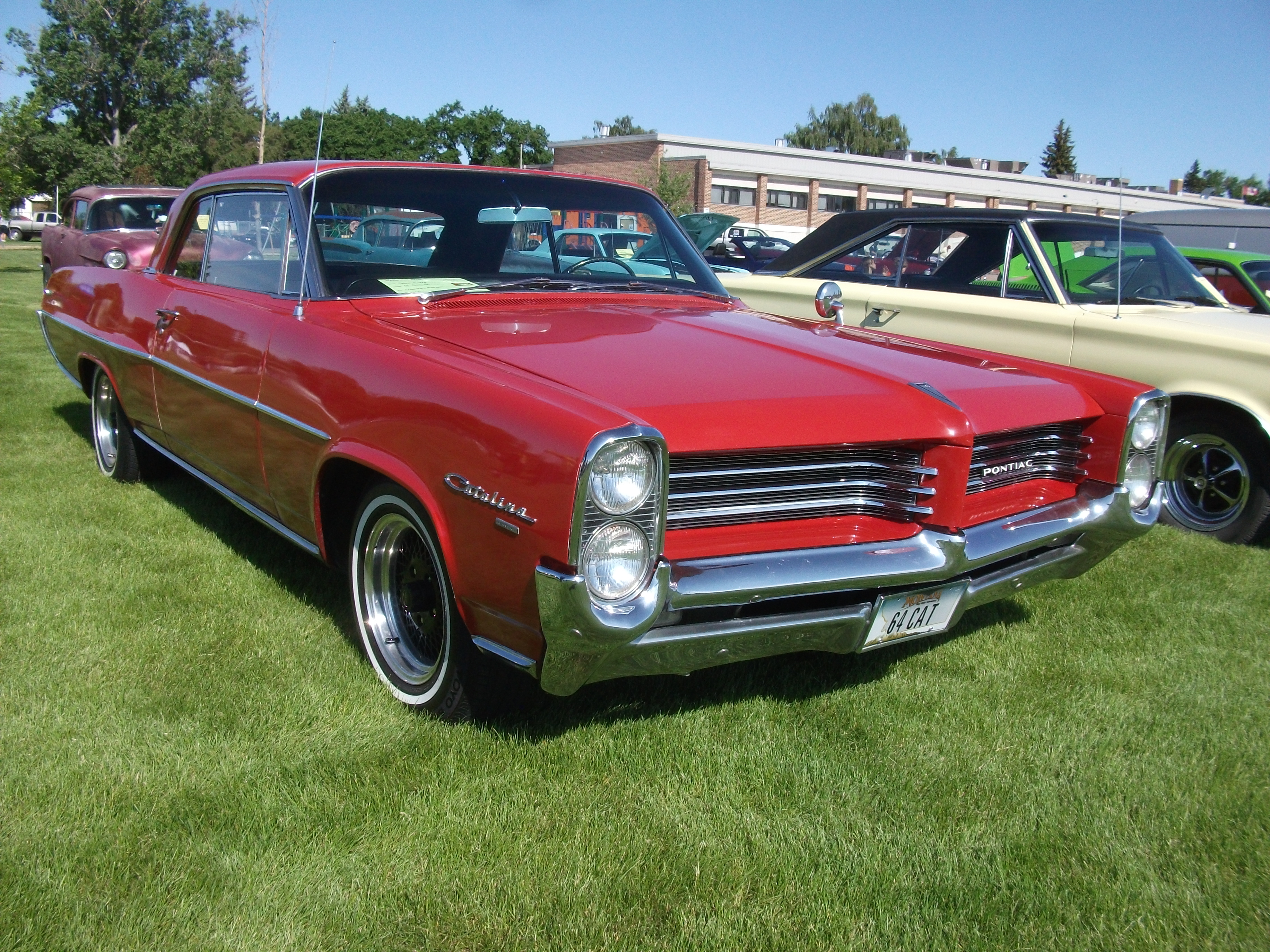
1964 Pontiac Catalina Ventura

### Catalina (Serie 252/2+2 Serie 254, 1965–1968)
1965 legte der Catalina nochmals rund 25 mm (1″) an Radstand zu und bekam einen modischen Hüftschwung über den hinteren Radausschnitten. Zwei 6,4-Liter-Motoren lieferten 188 bis 213 kW (256 bis 290 brutto SAE-PS). Die 421-Maschine (6,9 Liter) mit 249 kW (338 brutto SAE-PS) war dem Catalina 2+2 vorbehalten, einer Sportvariante des normalen Catalina (s. u.).
1966 wurde die verchromten Kühlergrills durch solche aus Kunststoff ersetzt. Technisch gab es keine Änderungen.
1967 bekam der Catalina vollere Flanken. Die übereinander angeordneten Doppelscheinwerfer saßen in rechteckigen Kästchen. Die obere Hälfte des bisherigen Kühlergrills verschwand zugunsten einer nach unten gezogenen Motorhaube, die untere Hälfte wurde in die vorderen Stoßfänger integriert. Es gab auch eine ganz neue Motorenpalette: Drei 6555 cm3-Motoren lieferten 195 kW (265 brutto SAE-PS), 213 kW (290 brutto SAE-PS) oder 250 kW (340 brutto SAE-PS), zwei 7014 cm3-Aggregate 276 kW (375 brutto SAE-PS) oder 287 kW (390 brutto SAE-PS).
1968 stand wieder eine gründliche stilistische Überarbeitung an. Die Doppelscheinwerfer waren wieder nebeneinander angeordnet, der vordere Stoßfänger war Teil eines verchromten Rahmens um den gesamten Kühlergrill, und der Mittelteil dieses Kühlergrills trat als V-förmig zugeschnittene Nase mit markantem, verchromten Mittelsteg hervor. Technisch änderte sich nichts.

#### Catalina 2+2
Diese sportliche Version entstand 1965 als Option für die zweitürigen Catalina-Modelle. Sie hatten den größeren 421 (in3)-Motor mit 249 kW (338 brutto SAE-PS) und „421“-Aufschriften.

1966 wurde der 2+2 zur eigenen Modellreihe mit der Seriennummer 254. Nur das zweitürige Hardtop-Coupé und das zweitürige Cabriolet wurden in dieser Ausstattung geliefert. 1967 wurde der 2+2 wieder in die normale Modellreihe 252 integriert und war mit einem 7,0-Liter-Motor mit bis zu 272 kW (370 brutto SAE-PS) lieferbar. Insgesamt entstanden in drei Jahren 19.672 Exemplare.

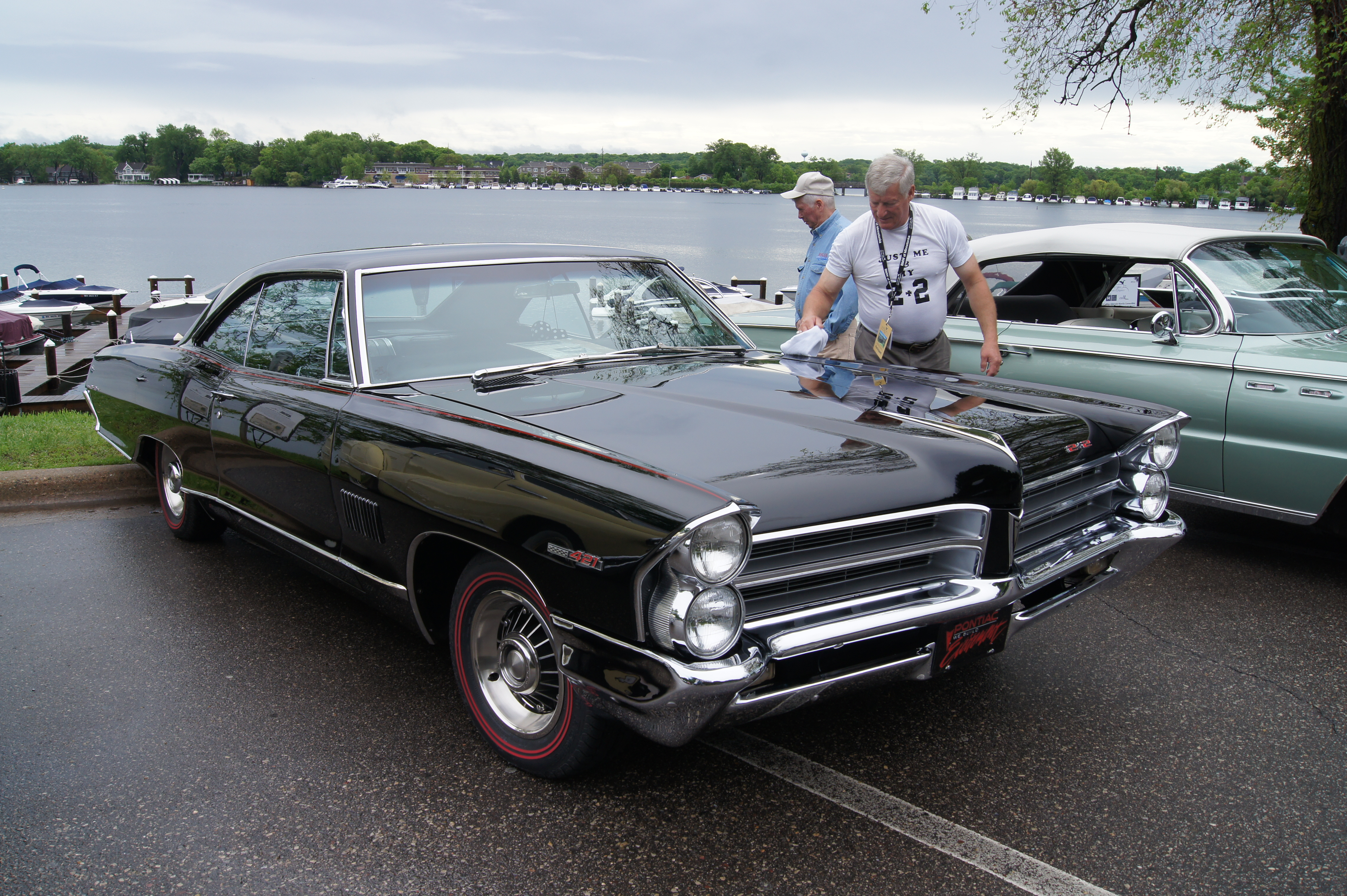
1965 Pontiac Catalina 2+2
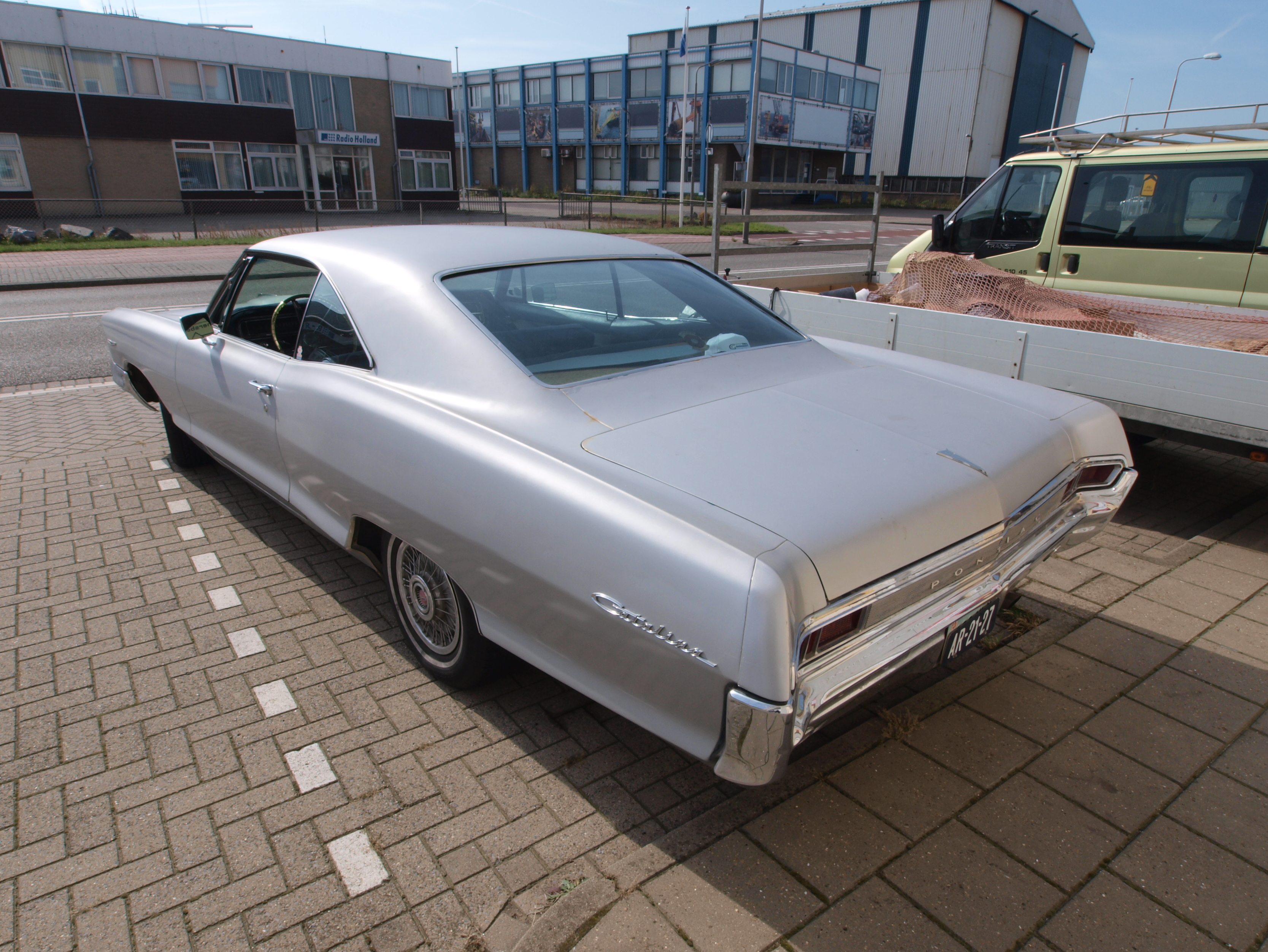
1965 Pontiac Catalina
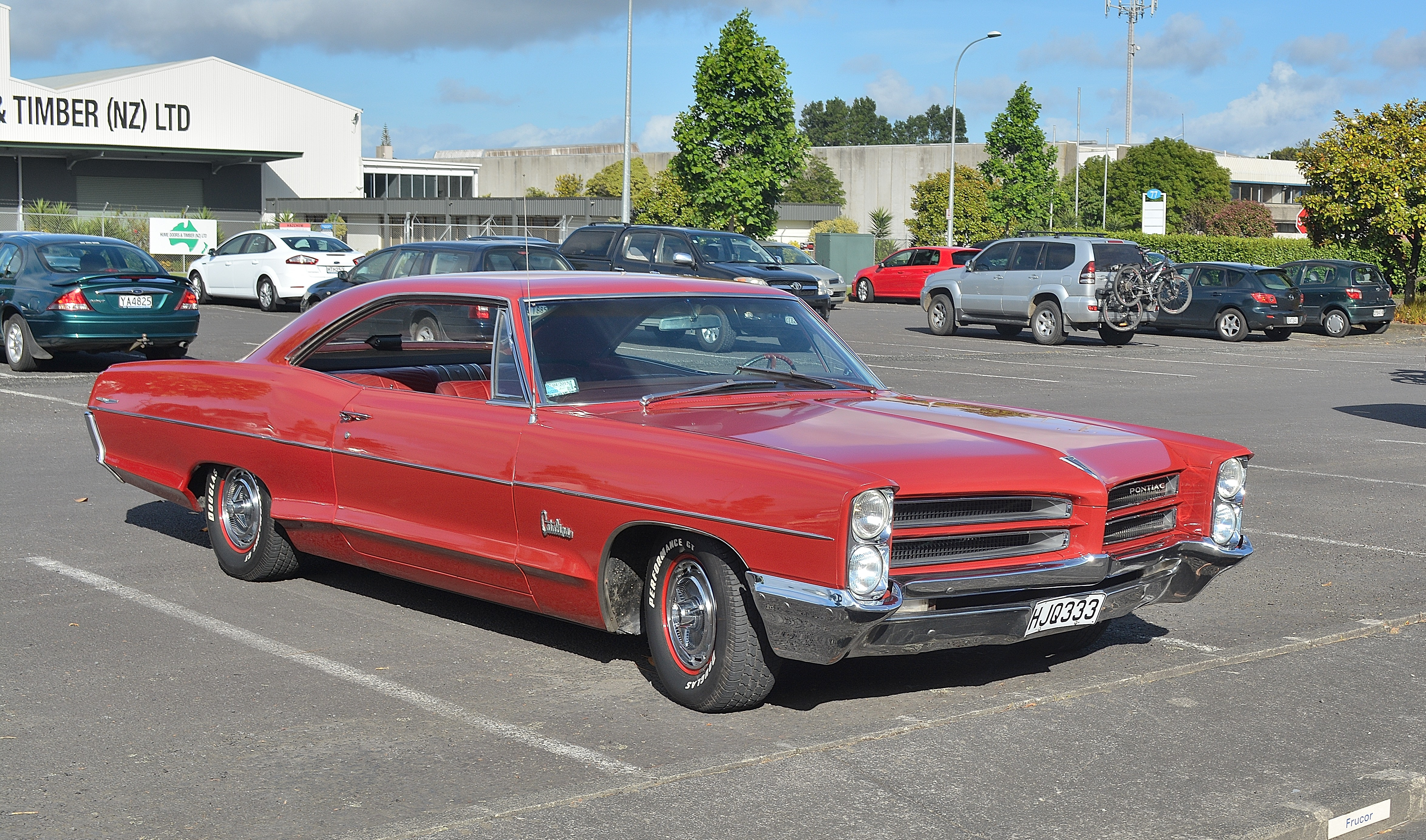
1966 Pontiac Catalina
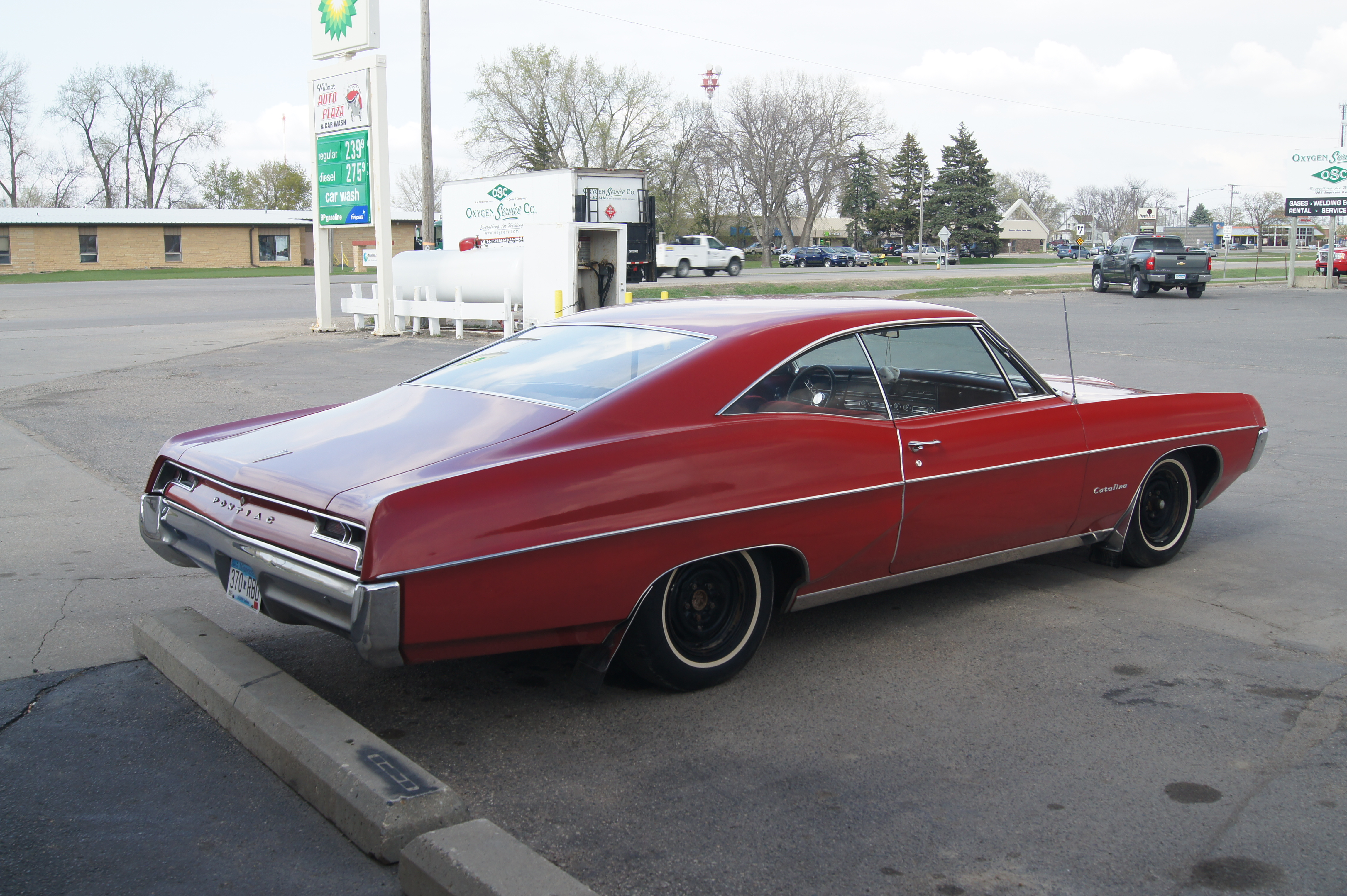
1967 Pontiac Catalina
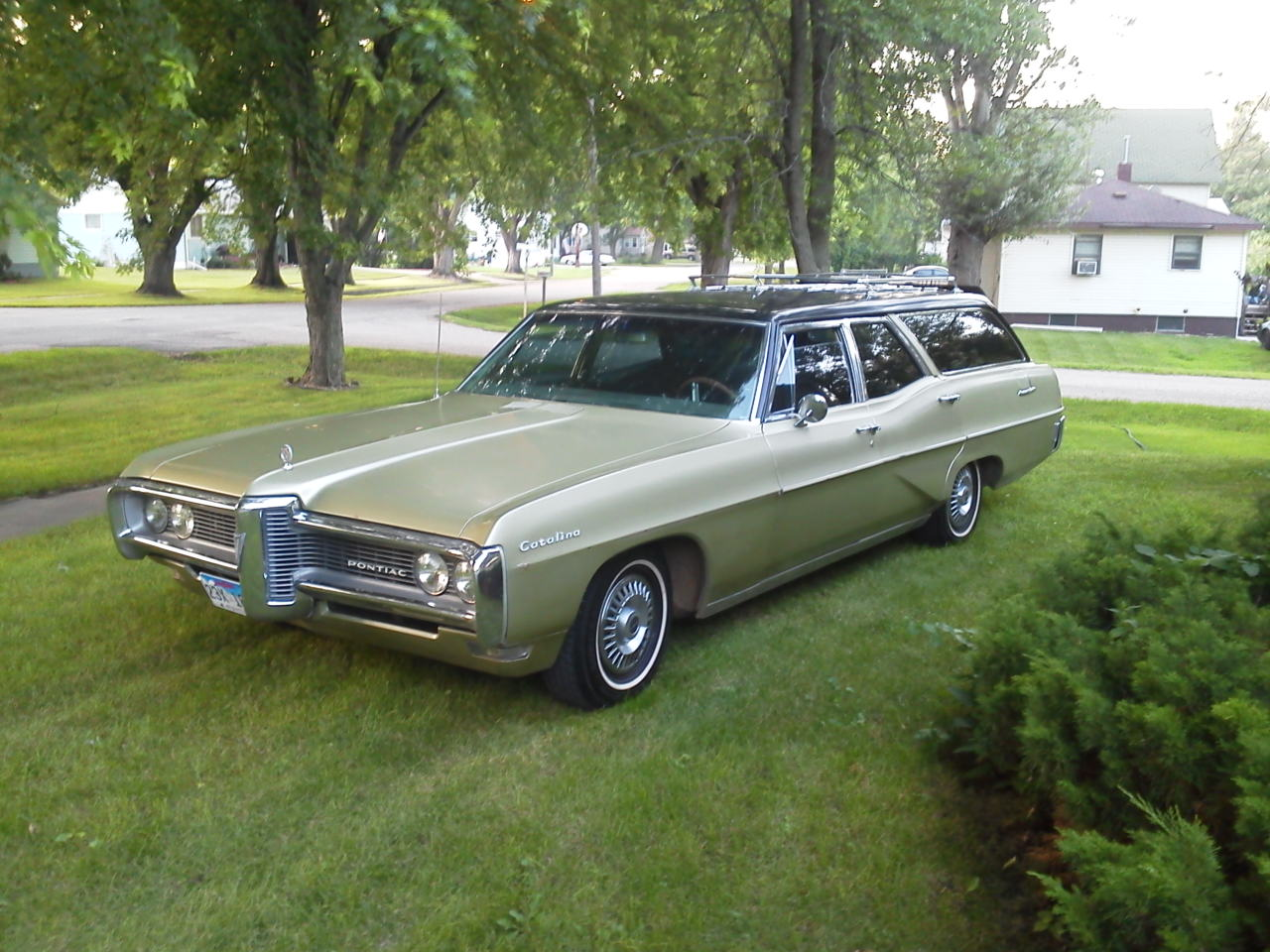
1968 Pontiac Catalina Kombi

### Catalina (Serie 252, 1969–1970)
Die 1969er Pontiacs erhielten ein größeres Restyling mit etwas kantigeren Blechen und Dachlinien, die Heckflanken der Coke-Bottle-Linie waren verschwunden. Das Grundchassis von 1965, die innere Karosseriestruktur und die Dachlinie der viertürigen Säulenlimousine wurden jedoch beibehalten, obwohl die Lüftungsfenster bei allen Modellen wegfielen und die Safari-Kombis eine neue Zwei-Wege-Heckklappe bekamen, die wie eine Tür zur Seite oder wie eine Heckklappe nach unten geöffnet werden konnte. Kopfstützen wurden bei allen 1969er Pontiacs, die nach dem 1. Januar gebaut wurden, zum Standard.
Der Radstand wurde nochmals um rund 25 mm (1″) vergrößert, und die zweitürige Limousine fiel weg. Die Nase trat noch etwas stärker hervor, weil die vorderen Stoßfänger geteilt waren. Die seitlichen Dreiecksfenster fielen weg. Nur noch die beiden schwächeren Motoren aus dem Vorjahr wurden angeboten.

1970 verschwanden die Kühlergrills beiderseits der Nase, und die Doppelscheinwerfer wurden einzeln nebeneinander in rechteckige, verchromte Kästchen gesetzt. Der schwächere der beiden Motoren büßte noch einmal 10 brutto SAE-PS ein.

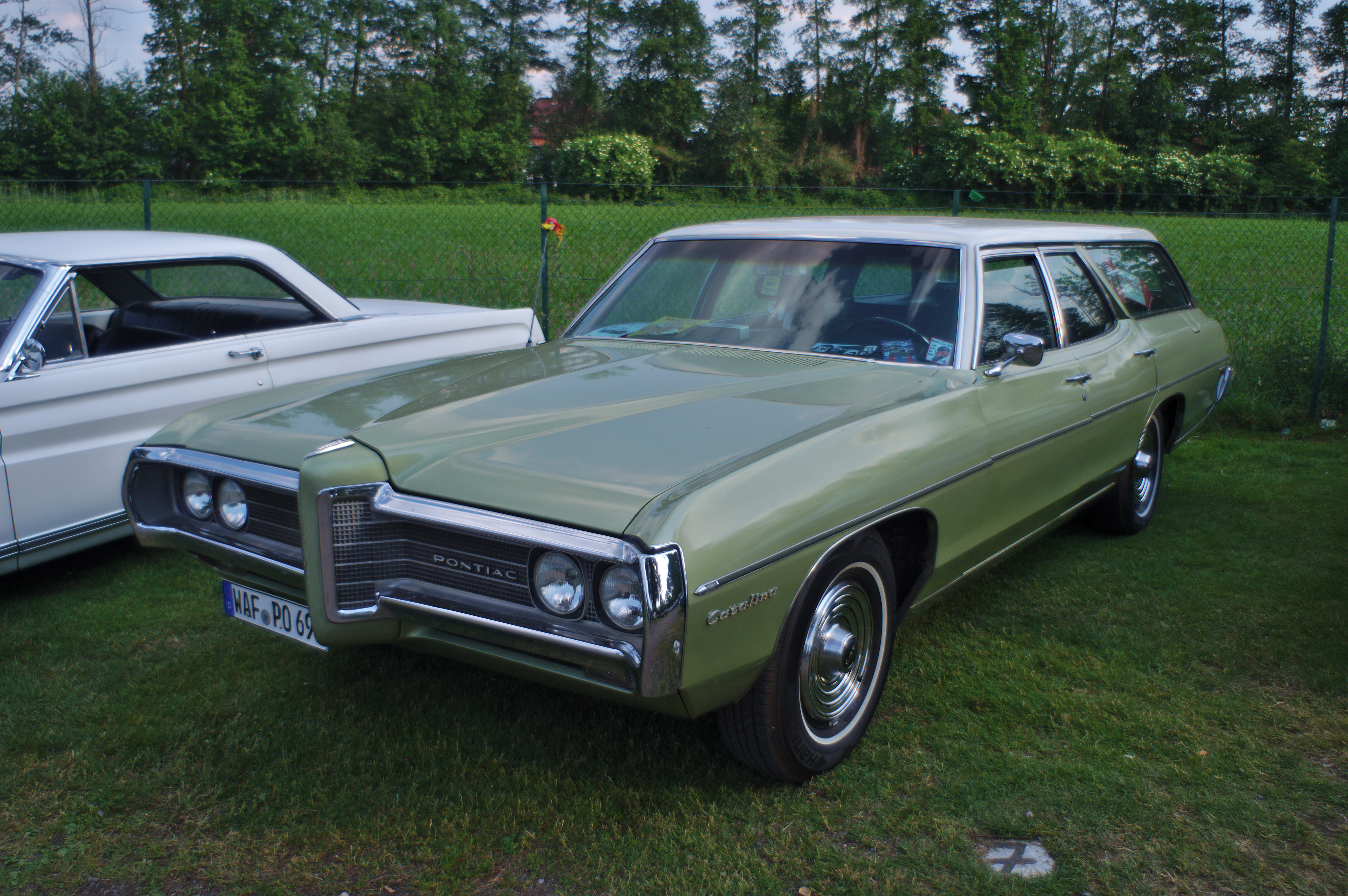
1969 Pontiac Catalina
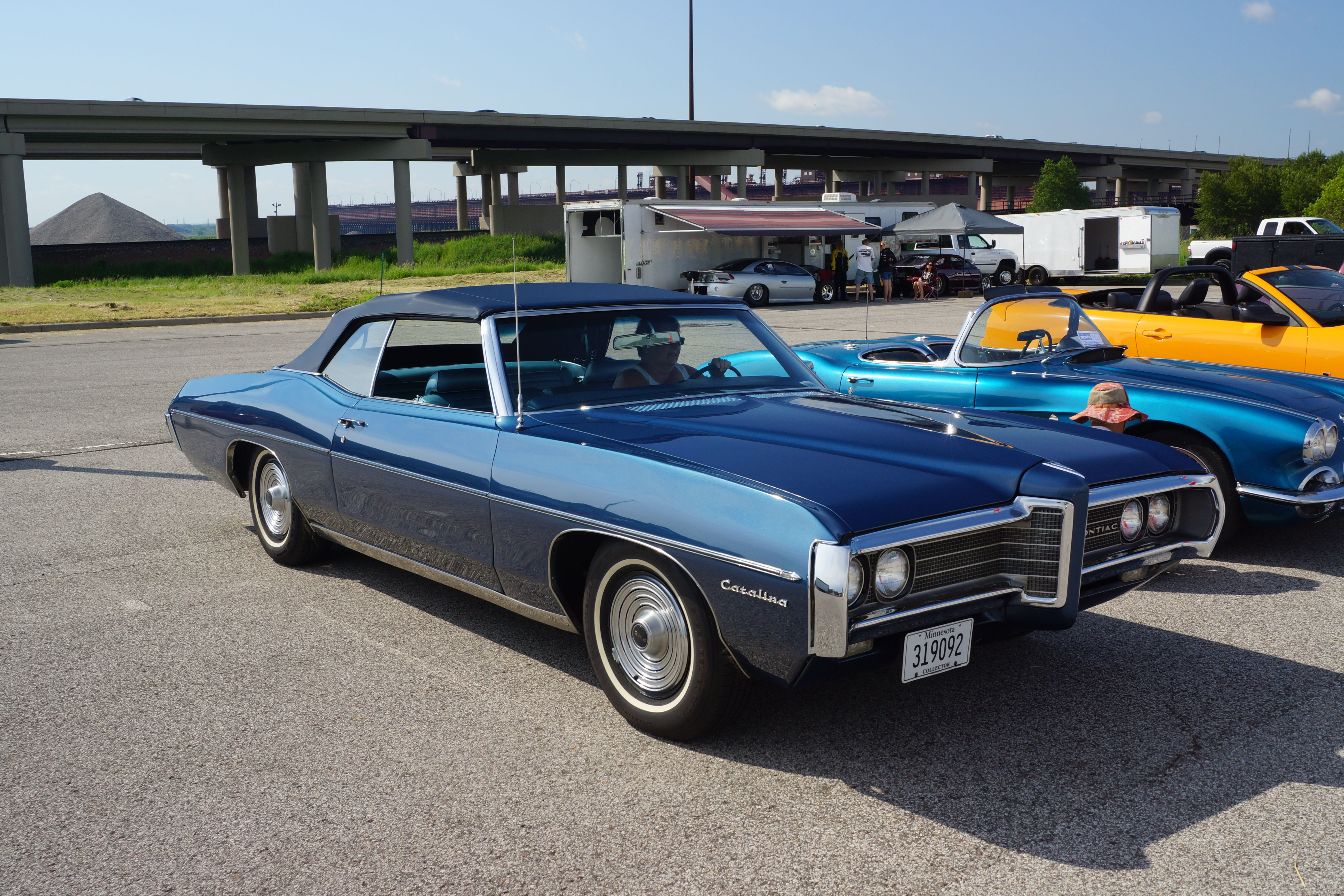
1969 Pontiac Catalina Cabriolet
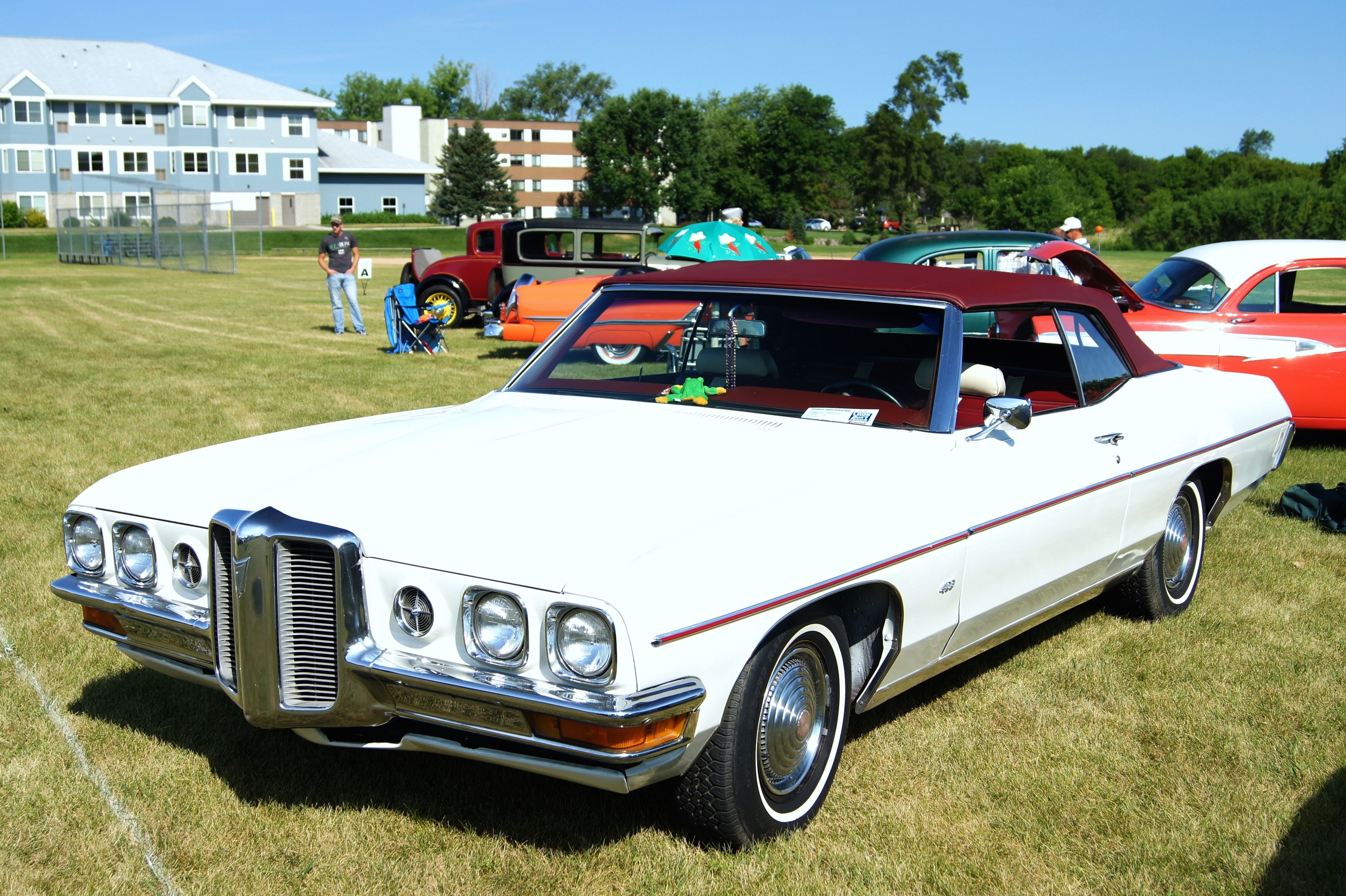
1970 Pontiac Catalina Cabriolet
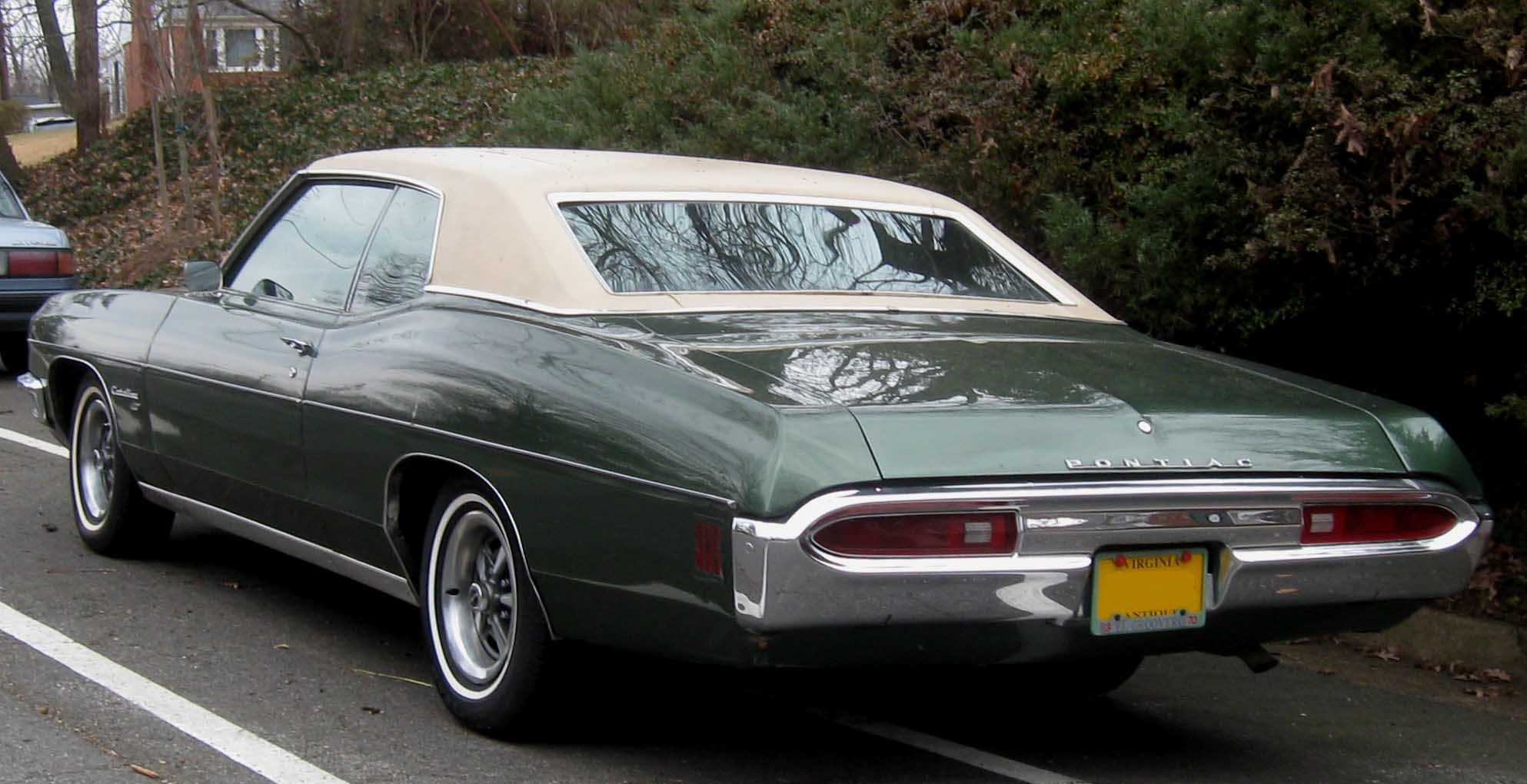
1970 Pontiac Catalina Hardtop

### Catalina (Serien 252/2L/2BL/2B, 1971–1976)
Für 1971 wurden der Catalina und andere Full-Size-Pontiacs komplett überarbeitet und von den Rädern aufwärts neu gestaltet, mit langer Motorhaube/kurzem Deck und einem Rumpfdesign, das dem der Chrysler Corporation aus dem Jahr 1969 ähnelte, zusammen mit einem doppelschaligen Dach für verbesserten Überrollschutz und bündig hochziehbaren Türaußengriffen – wie sie beim 1970er Firebird zu sehen waren. Die Nase blieb erhalten, aber die Doppelscheinwerfer saßen nun über niedrigen Seitengrills, die sich über die ganze Fahrzeugbreite erstreckten. Breite, waagerechte Rücklichter zierten das Heck. Der Radstand hatte um weitere 1½″ auf 3137 mm (123,5 Zoll) zugenommen während die Kombis auf 3226 mm bzw. 127 Zoll zulegten. Die Kombis bekamen außerdem eine eigene Mehrfachblattfeder an der Hinterradaufhängung, während Limousinen und Coupés weiterhin mit Schraubenfedern vorne und hinten gefedert waren. Die vorderen Scheibenbremsen wurden 1971 zum ersten Mal serienmäßig mit Bremskraftverstärker eingebaut. Die in den Vorjahren als Sonderausstattungen angebotene die Servolenkung mit variabler Übersetzung und das Turbo-Hydramatic-Getriebe, wurden in der Mitte der Modellreihe 1971 zur Standardausrüstung.
Die neue Motorenpalette stellte sich folgendermaßen dar:
- 5735 cm3 mit 250 brutto SAE-PS (184 kW) bei 4400 min−1, ein Registervergaser
- 6555 cm3 mit 300 brutto SAE-PS (221 kW) bei 4800 min−1, ein Doppel-Registervergaser
- 7456 cm3 mit 280 brutto SAE-PS (206 kW) bei 4400 min−1, ein Registervergaser
- 7456 cm3 mit 325 brutto SAE-PS (196 kW) bei 4400 min−1, ein Doppel-Registervergaser

Das Modelljahr 1972 brachte neue, energieabsorbierende Stoßfänger und eine neue Front, bei der die unteren Teile des Kühlergrills in vorderen Stoßfänger integriert waren. Alle Modelle verfügten über neue, umlaufende Instrumententafeln im Stil des Grand-Prix, die die Bedienelemente und Instrumente in Reichweite des Fahrers platzierten, zusammen mit zwei runden Instrumenten für einen Tachometer und das andere für Warnleuchten, Kraftstoffanzeige oder optionale Anzeigen und einer elektrischen Uhr. Die Innenverkleidungen waren je nach Modell in Stoff und Morrokide-Vinyl oder erweitertem Morrokide erhältlich.
Auch gab es eine Erweiterung der Motorenpalette. Hinzu kamen ein 5,7 Liter mit 195 kW (265 brutto SAE-PS), ein ebenso starker 6,6 Liter und einer mit 279 kW (380 brutto SAE-PS). Von den großen 7,5 Liter-Maschinen gab es zwei neue mit 211 kW (300 brutto SAE-PS) und 279 kW (380 brutto SAE-PS).
1973 zeigte sich der Catalina mit durchgehendem, schmalen vorderen Stoßfänger höherem Kühlergrill. Auch das Cabriolet war aufgegeben worden. Die Basismotorisierung wurde etwas leistungsschwächer und lieferte nur noch 167 kW (227 netto SAE-PS).
1974 gab es eine etwas veränderte Front mit gröberem Kühlergrill. Der Catalina und andere große Pontiacs hatten einen neuen, Mercedes-ähnlichen, geteilten Kühlergrill und ein überarbeitetes Heckdesign und einem Nummernschild, das oberhalb der Stoßstange angebracht war. Die neuen Stoßfängern musste Anstöße mit 8 km/h (5 mph) schadlos überstehen. Die zweitürigen Hardtop-Coupés hatten neue feste dreieckige Seitenfenster in der hinteren Dach-Säule. Die Innenausstattung blieb bis auf ein überarbeitetes Standardlenkrad und neue Teppichböden weitgehend gleich wie 1973.
Neu in der Optionsliste waren verstellbare Gas- und Bremspedale, ein Pontiac-Exklusivprodukt (und selten bestellt), und ein sportliches Fahrwerk, das verbesserte Reifen zusammen mit anderen Aufhängungsmodifikationen wie vorderen und hinteren Stabilisatoren beinhaltete. Der kleine 5,7 Liter-Motor fiel weg.
1975 fiel auch die viertürige Hardtop-Limousine weg, sodass nur noch drei Karosserievarianten (zweitüriges Hardtop-Coupé, viertürige Limousine und fünftüriger Kombi) angeboten wurden. Die 1975er-Modelle sind durch rechteckige Doppelscheinwerfer gekennzeichnet. An der Technik änderte sich wenig allerdings bekamen die Motoren elektronische Zündsysteme.

Auch 1976 gab es keine Änderungen.

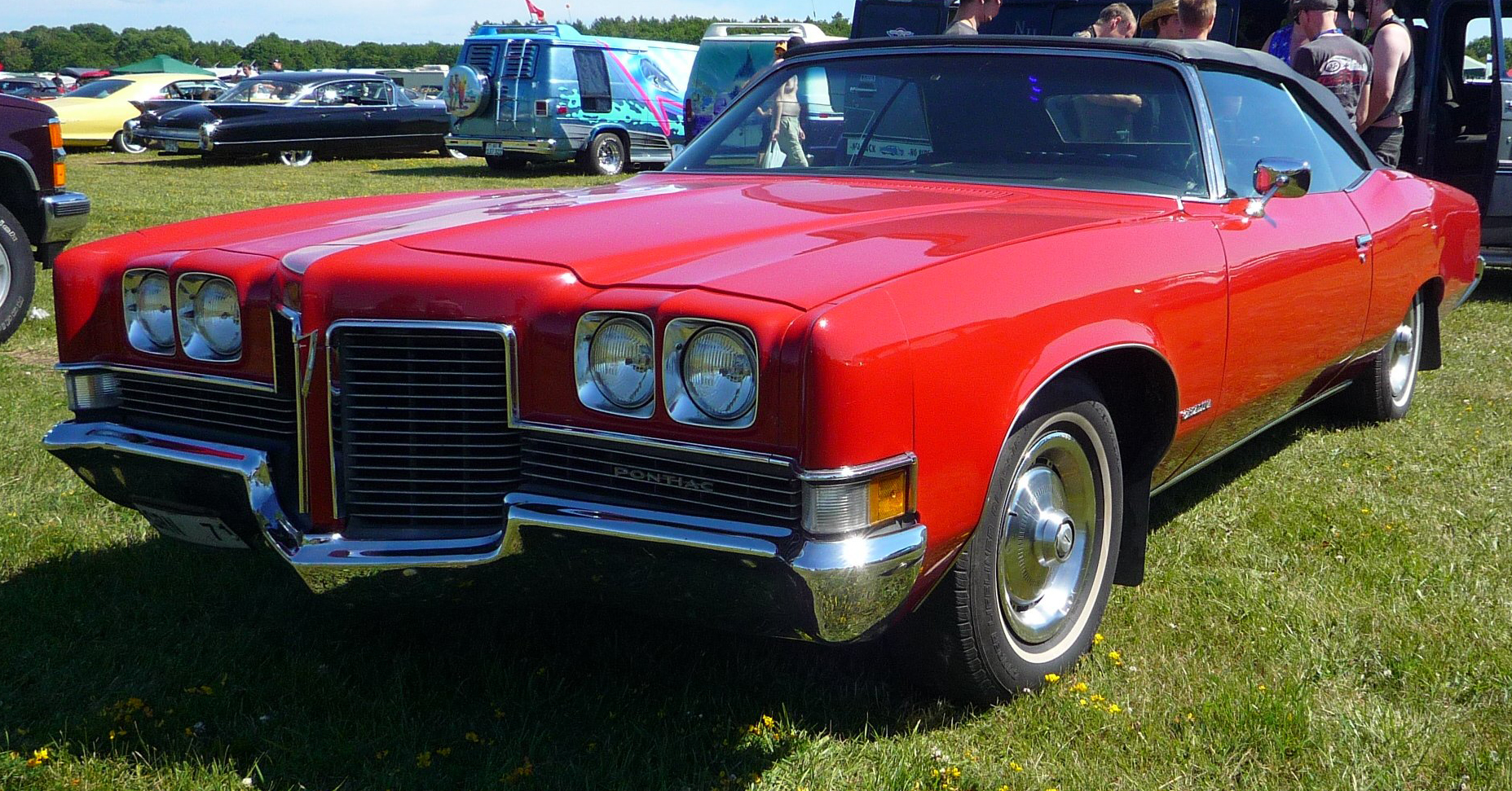
1971 Pontiac Catalina Cabriolet
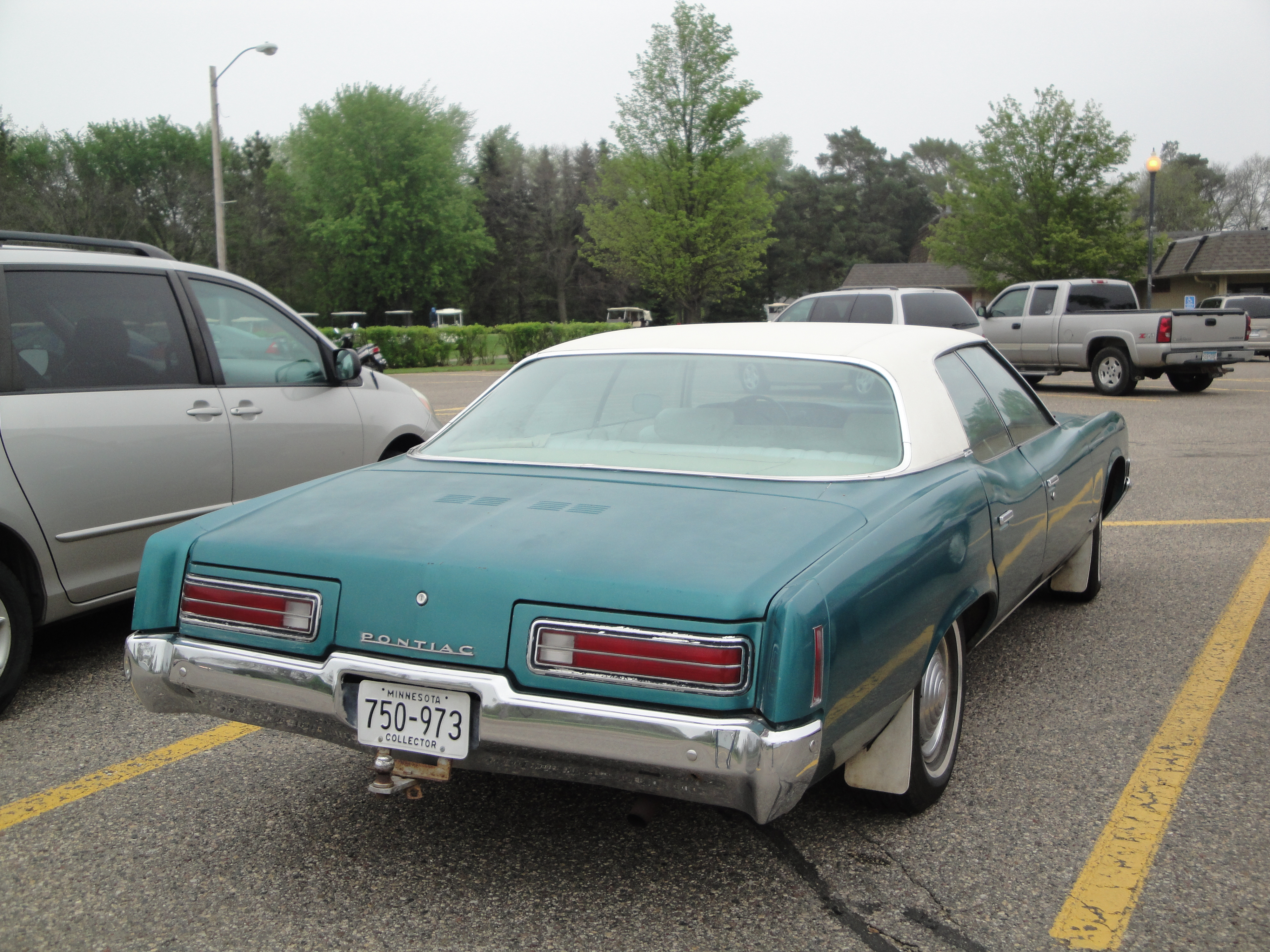
1971 Pontiac Catalina
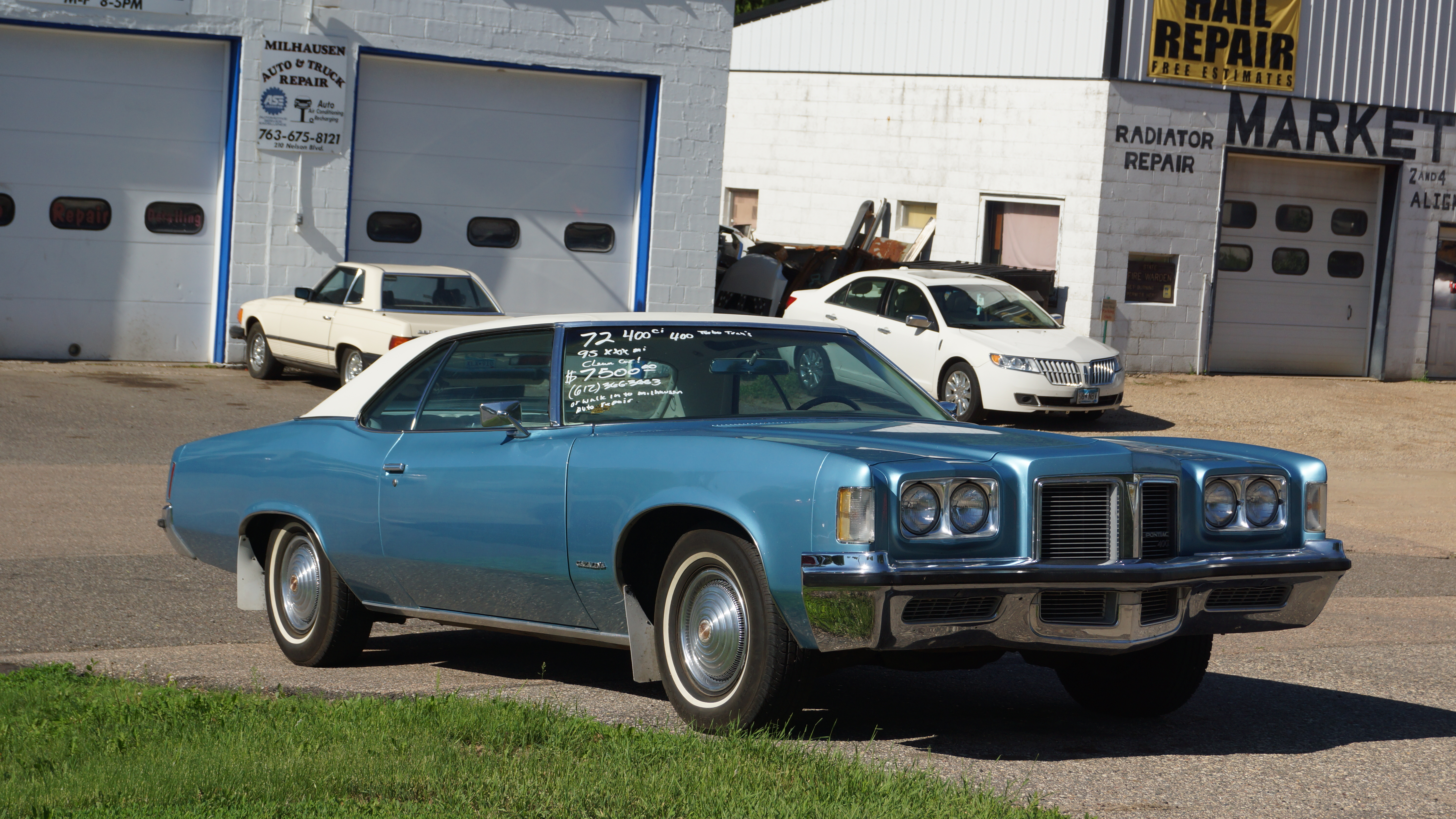
1972 Pontiac Catalina
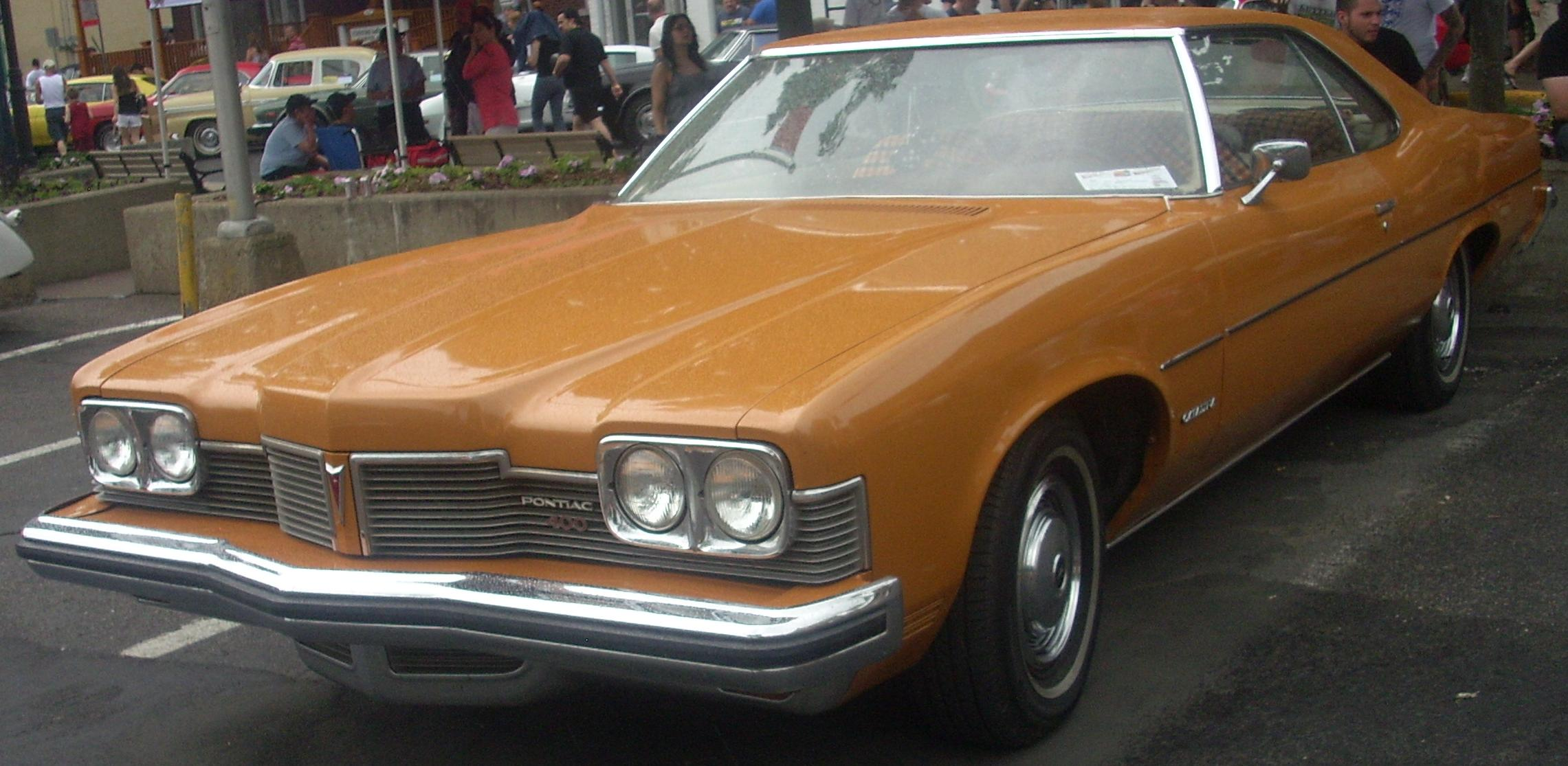
1973 Pontiac Catalina Coupé
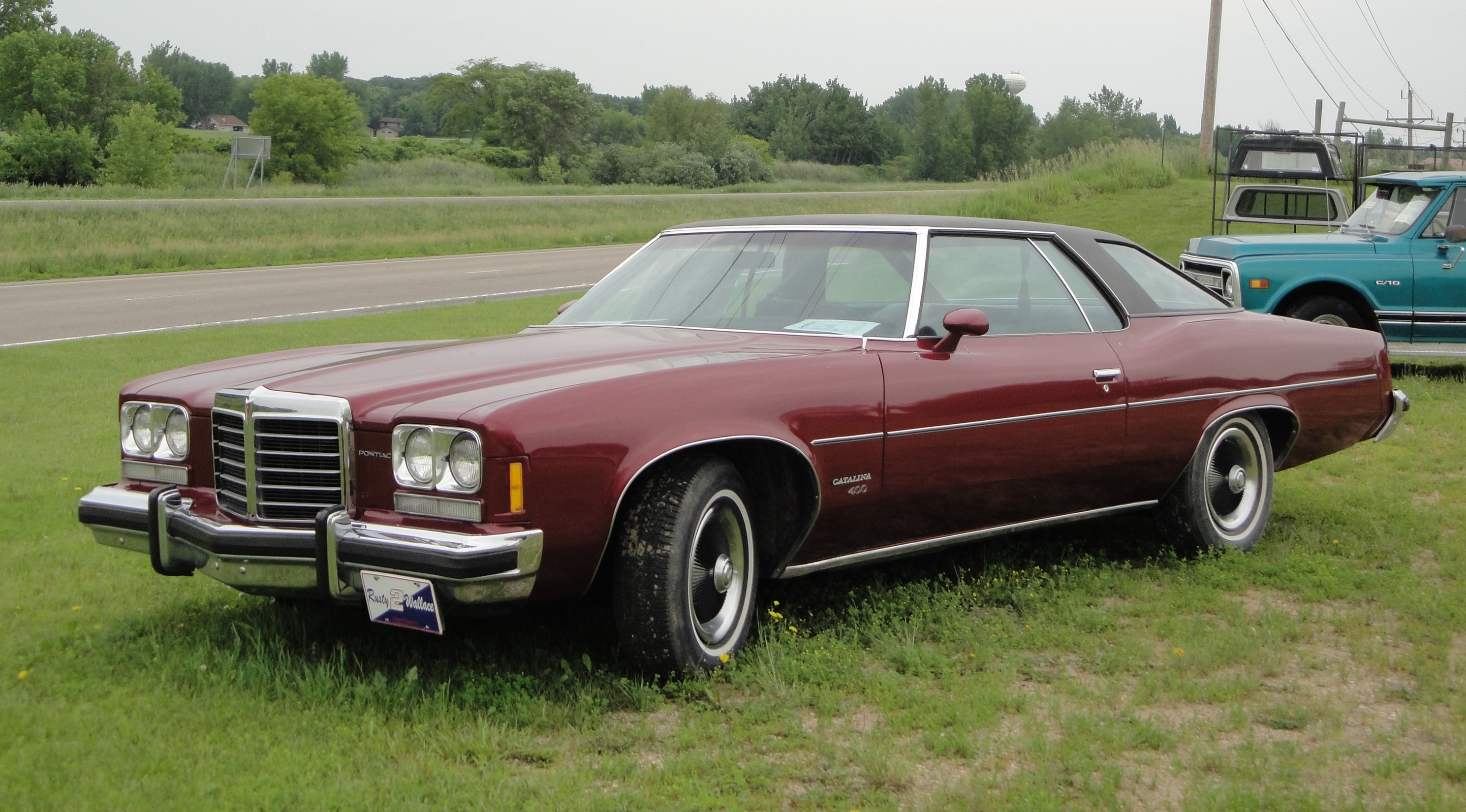
1974 Pontiac Catalina
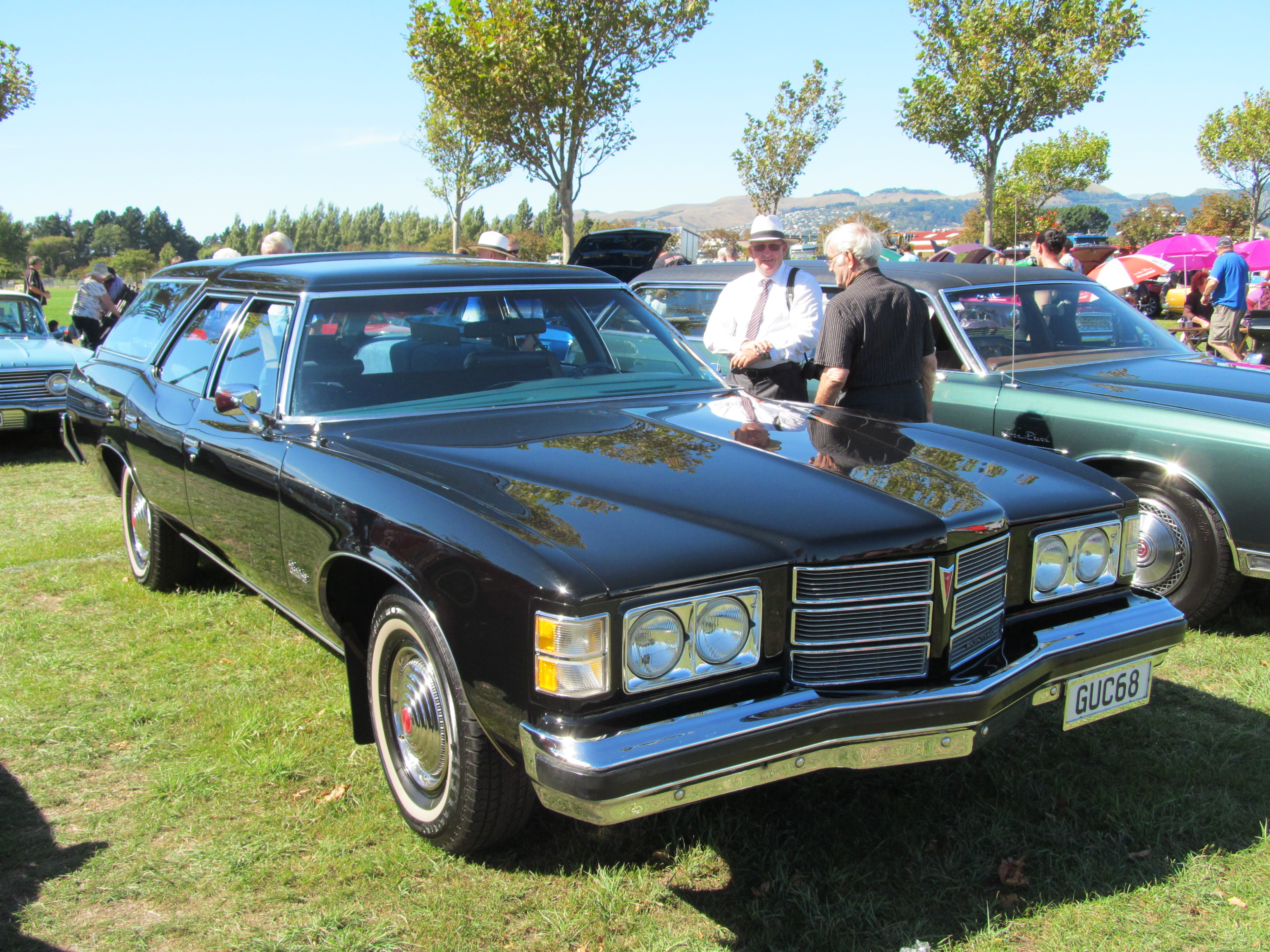
1975 Pontiac Catalina Safari Kombi

### Catalina (Serie 2B, 1977–1981)
1977 erschien der Catalina in deutlich verkleinerter Ausführung und stellte Pontiacs Einstieg in die Full-Size-Klasse dar. Stilistisch erinnerte der neue Wagen mit seinen rechteckigen Doppelscheinwerfern und seiner V-förmigen Nase noch an den Vorgänger. Mit dem verkleinerten 1977er Modell bekam der Catalina Safari eine neue Zwei-Wege-Heckklappe, die zur Seite als Tür geöffnet oder als Heckklappe abgeklappt werden konnte, was das kompliziertere Clamshell-Heckklappendesign von 1971–76 ersetzte, bei dem die Klappen unter den Kofferraumboden geschoben wurden. Die Wagen hatten nun auch hinten Schraubenfedern wie ihre Limousinen-Pendants, anstelle der mehrblättrigen Federn, die man bei den 1971–76er Safaris fand.
Der Radstand (nun wieder für alle Karosserievarianten gleich) war auf 2946 mm geschrumpft und es gab erstmals auch V6-Motoren von Buick mit 3785 cm3 (231 in3) Hubraum und 118 kW (160 SAE-PS) als Standard-Motorisierung in Limousinen und Coupés. In den Safari-Kombis wurden serienmäßig mit V8-Motor angeboten. Optional waren V8-Motoren zu bekommen, und zwar mit 4933 cm3 (151 kW/205 netto SAE-PS), 5735 cm3 (189 kW/257 netto SAE-PS), 6555 cm3 (201 kW/273 netto SAE-PS) und 6604 cm3 (206 kW/280 netto SAE-PS). Da die Pontiac V8-Motoren ab 1977 im Bundesstaat Kalifornien komplett verboten waren, weil sie die strengeren Abgasnormen des Staates nicht erfüllen konnten, wurden die in Kalifornien verkauften Catalinas (und Bonnevilles) bis 1981 mit Motoren anderer GM-Abteilungen ausgestattet.
1978 wurde das Hardtop-Coupé durch ein normales Coupé mit B-Säulen ersetzt. Styling und Motorenpalette veränderten sich nur geringfügig, die Motoren jedoch durch die 5,7 Liter-V8 (350 in3) Motoren von Buick und Oldsmobile ersetzt.
1979 stand wieder ein Facelift an. Die rechteckigen Doppelscheinwerfer waren in einen zweiteiligen Grill mit lackiertem, V-förmigen Mittelsteg eingebaut. Die Front erinnerte entfernt an das Modell von 1961. Die 6,6 Liter–Motoren fielen ersatzlos weg.
1980 konnte man die Rückkehr der „Nase“ feiern, die die Wagen – wie schon ab 1968 – wuchtiger erscheinen ließ. Dieses Styling hatte der Catalina mit dem Bonneville gemein. Der Basismotor legte auf 123 kW (167 SAE-PS) zu; daneben gab es V8-Benzinmotoren mit 4342 cm3 (134 kW/182 SAE-PS) und 4933 cm3 (156 kW/212 SAE-PS). Neu war auch der erste Dieselmotor der Baureihe, ein V8 mit 5735 cm3 Hubraum und einer Leistung von 118 kW (160 SAE-PS).
Im letzten Produktionsjahr kam nochmals ein neuer V8-Motor mit 5031 cm3 und 162 kW (220 SAE-PS) Leistung dazu. Stilistisch gab es wenig Änderungen.

Der Catalina wurde nach dem Modelljahr 1981 eingestellt, da Pontiac im Rahmen des fortgesetzten Downsizing-Programms von GM den Markt für Großraumlimousinen aufgeben musste. Vom Catalina entstanden zwischen 1958 und 1981 insgesamt 3,76 Millionen Exemplare.

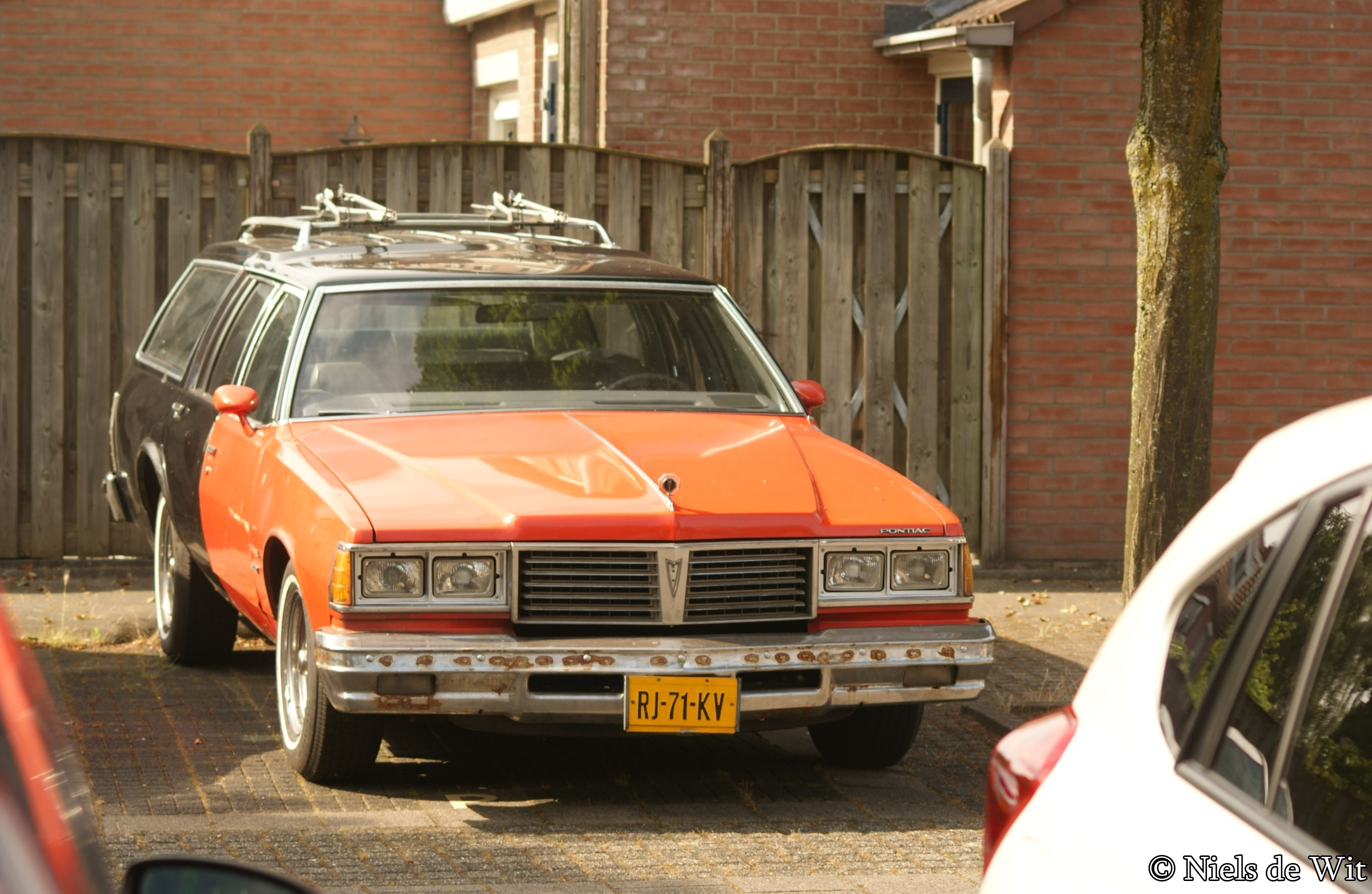
1980 Pontiac Catalina Safari